# Русская иконопись

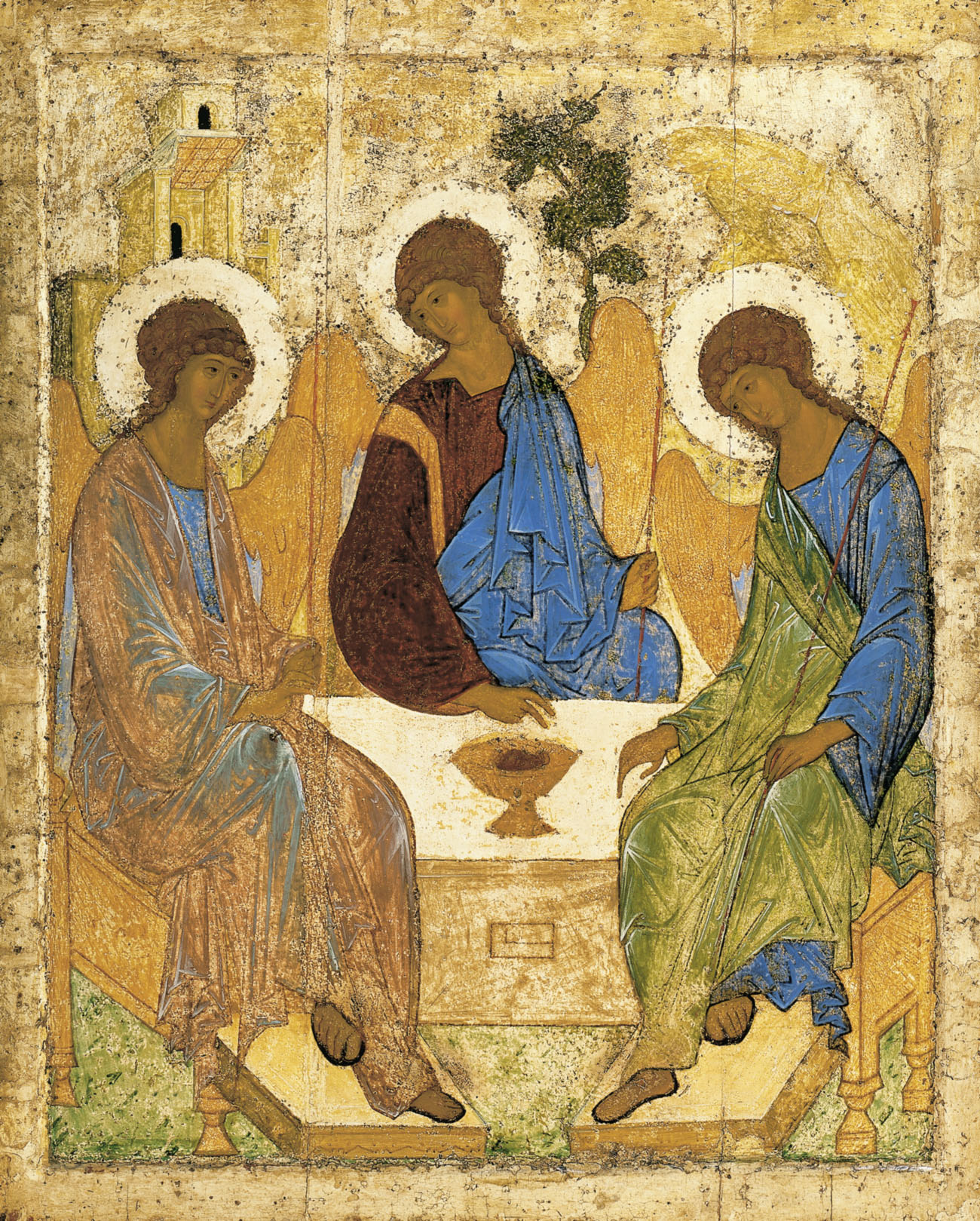
Андрей Рублёв. Троица. Икона. 1411 или 1425—1427 годы

Русская иконопись — развивающееся в рамках русского православия изобразительное искусство Древней Руси, начало которому было положено в конце X века крещением Руси. Иконопись оставалась ядром древнерусского искусства вплоть до конца XVII века, когда в петровскую эпоху была потеснена светскими видами изобразительного искусства.
Икона не всегда воспринималась как русская национальная гордость. В качестве произведения искусства и основы русского художественного канона она была открыта в начале XX века, в частности, после выставки, посвящённой 300-летию дома Романовых.

## История

### Домонгольский период
Искусство иконописи пришло на русские земли из Византии после крещения Руси в 988 году при князе Владимире Святославиче.

#### Киев
Хотя христианские храмы существовали в Киеве и раньше, именно после 988 года началось строительство первой каменной церкви в Киеве, названной Десятинная. Строительство и внутренняя роспись церкви были выполнены приглашёнными византийскими мастерами. Десятинная церковь не сохранилась, но археологические находки позволяют утверждать, что важнейшие части её росписи были выполнены в технике мозаики, а весь остальной храм был украшен фреской.
Князь Владимир I Святославич привёз из Херсонеса в Киев ряд икон и святынь, но из «корсунских» икон ни одной не сохранилось. Вообще, из Киева, Чернигова, Переяславля, Смоленска и других южных и западных русских городов до нашего времени не дошло ни одной иконы этого периода, хотя как раз в этих городах располагались крупные художественные центры. О иконописи можно судить по многочисленным настенным росписям, для исполнения которых князья приглашали лучших мастеров. Вместе с христианством Русь получила и достижения византийской культуры.
Наиболее известным ансамблем домонгольского периода в Киеве являются мозаики и фрески Софийского собора, построенного в XI веке Ярославом Мудрым. Программа росписи храма отвечала византийской традиции, но содержала ряд особенностей. Например, в барабане центрального купола были изображены 12 апостолов, выражая собой идею проповеди христианства во все концы мира. Очень подробен для XI века был цикл евангельских событий, а на западной стене помещался лишь частично сохранившийся портрет семьи князя Ярослава. Главный купол и алтарь был украшен мозаиками, из которых хорошо сохранились образ Христа Пантократора в зените купола и Богоматерь Оранта в своде алтаря. Остальные части интерьера были расписаны фреской. Стиль как мозаик, так и фресок точно соответствует особенностям византийского искусства 1-й половины XI века, то есть аскетическому стилю.
Для древнерусского искусства важную роль сыграли строительство и роспись Успенского собора в Киево-Печерском монастыре. Работы были выполнены константинопольскими мастерами в 1073—1089 годах. Древняя роспись, а затем и само здание собора погибли. Однако сохранилось описание, сделанное в XVII веке, из которого ясно основное содержание росписи. Сам собор послужил образцом для строительства соборов в других городах Руси, а иконография его фресок повторялась и оказала влияние на иконопись. Выполнившие роспись иконописцы остались в монастыре, где основали иконописную школу. Из неё вышли первые известные русские иконописцы — преподобные Алипий и Григорий.
Весь домонгольский период греческих иконописцев продолжали активно приглашать. Различить их произведения и работы первых отечественных мастеров ещё очень трудно. Стенописи и иконы в основном сходны с современными им течениями в иконописи Византии. Работами греков являются росписи собора Михайловского Златоверхого монастыря, Софийского собора и других ранних храмов Великого Новгорода, фрески собора Мирожского монастыря в Пскове и Георгиевской церкви в Старой Ладоге. Услугами лучших византийских иконописцев пользовалось Владимиро-Суздальское княжество.

#### Новгород

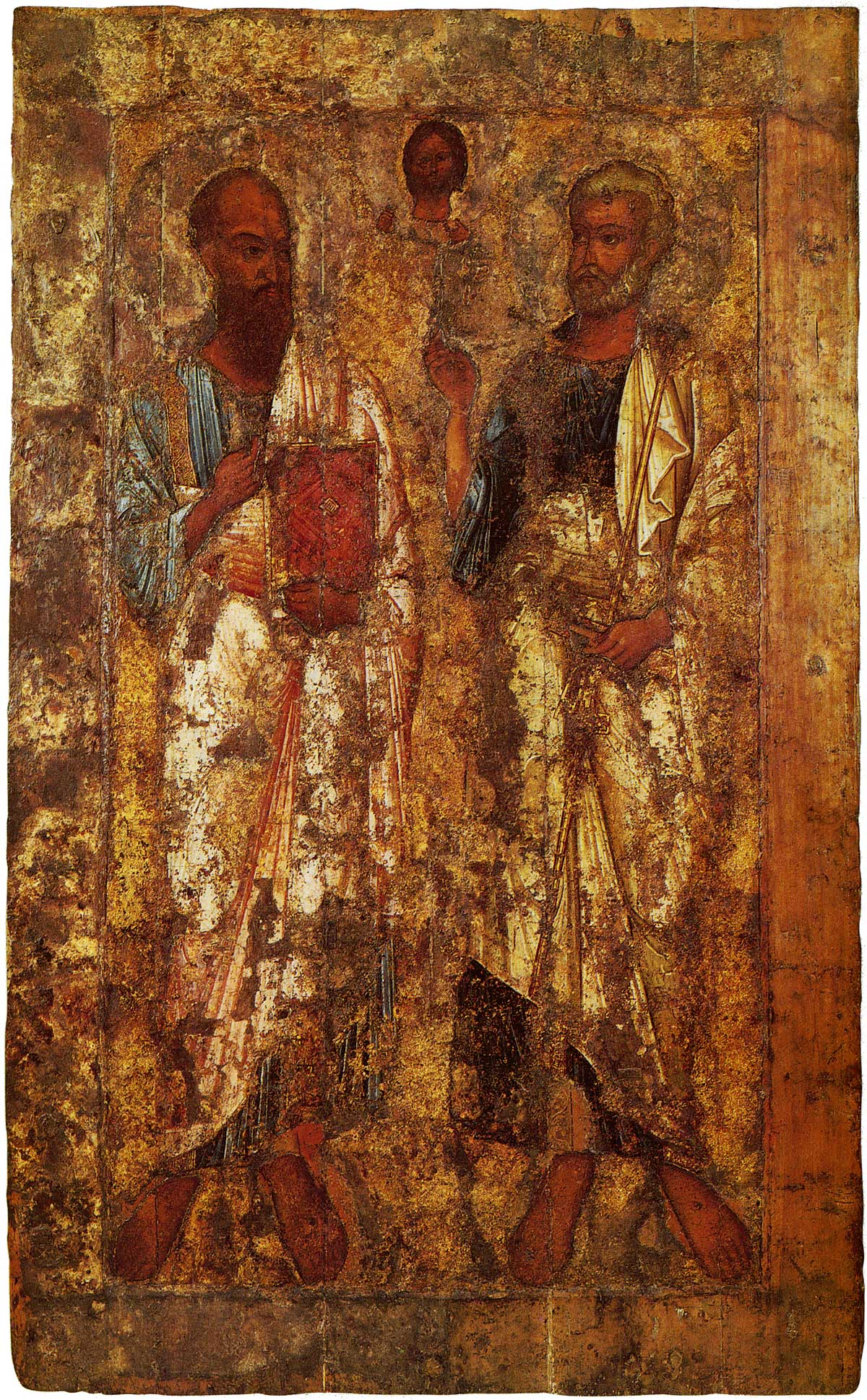
Апостолы Пётр и Павел. Икона середины XI века. Новгородский музей.

Древнейшие на Руси иконы сохранились в Великом Новгороде.
Из Софийского собора происходят несколько огромных икон, входивших в древнейшее убранство храма. Икона «Спас Златая риза», изображающая Христа на троне в золотых одеждах, находится в настоящее время в Успенском соборе Москвы, но на ней сохранилась только живопись XVII века. Гораздо лучше сохранилась икона апостолов Петра и Павла, хранящаяся в Новгородском музее вместе со своим древним окладом. Необычным для византийского искусства является гигантский размер икон, предназначенных для огромного храма. Ещё одна икона, находящаяся в Успенском соборе Москвы — двусторонняя, с образом Богоматери Одигитрии и великомученика Георгия (см. Святой Георгий (икона Успенского собора Московского Кремля)). Она могла быть привезена из Новгорода (или из Киева). Отлично сохранилось изображение Георгия, имеющее черты аскетического стиля XI века (изображение Богоматери поновлено в XIV веке).
Сохранился ряд новгородских икон XII — начала XIII вв.

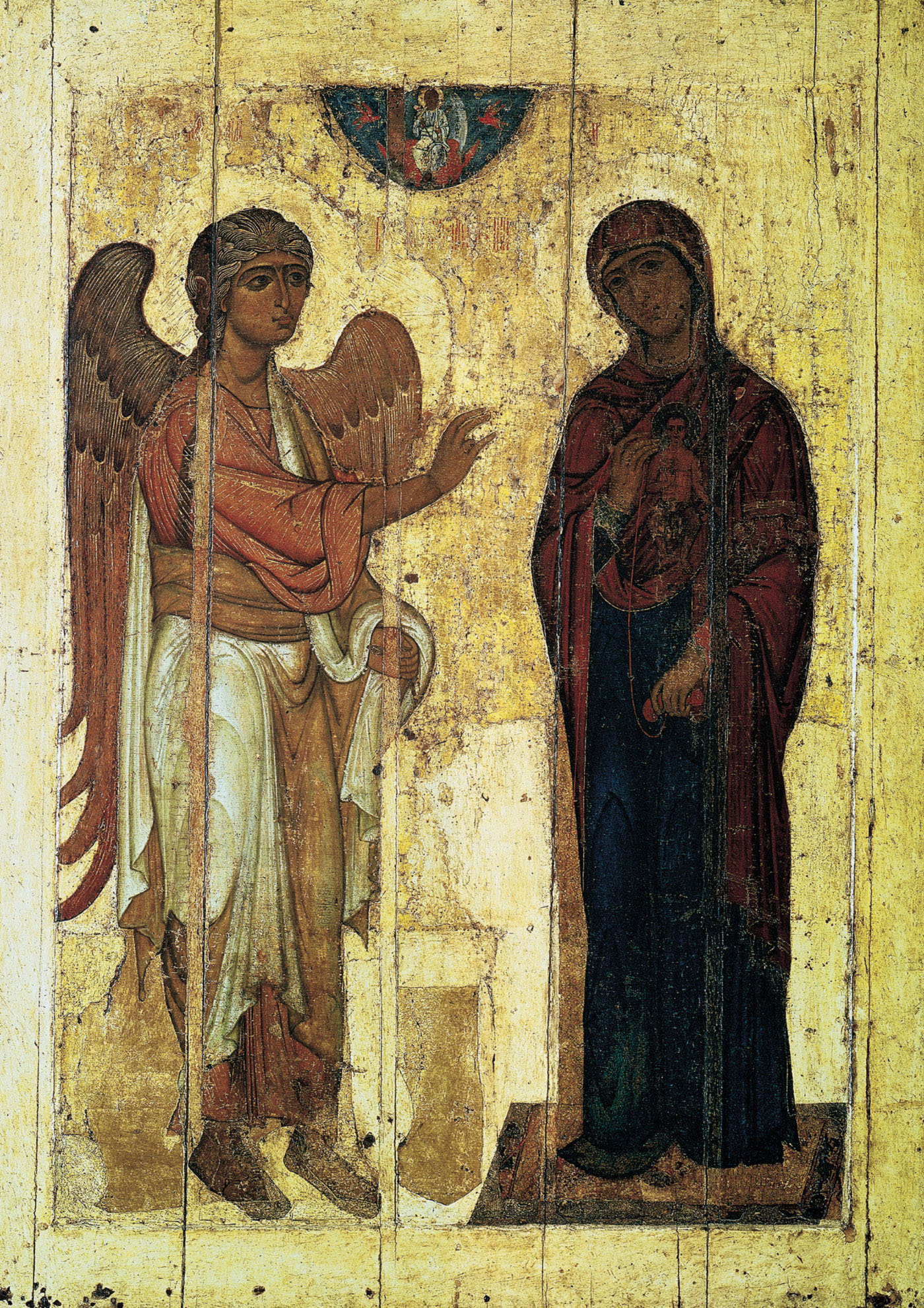
Благовещение «Устюжское». XII век. ГТГ.

Из Георгиевского собора Юрьева монастыря происходят две иконы 1130-х годов: «Устюжское Благовещение» и ростовая икона святого Георгия (обе в ГТГ). Иконы также большого размера и превосходного исполнения. Размеру соответствует и монументализм образов. Икона «Устюжское Благовещение» имеет редкие иконографические детали, выражающие христианское учение о Боговоплощении. Сверху на иконе изображён сегмент небес с изображением Ветхого Денми — символического образа Христа — от которого на Богоматерь сходит луч, показывающий действие Святого Духа. На фоне фигуры Богоматери в красных тонах написан сидящий Младенец Христос, воплотившийся в Её чреве. Икона великомученика Георгия имеет много поновлений, например, лик исполнен в начале XIV века.
Плохо сохранилась чтимая новгородская икона Богоматери «Знамение», исполненная в 1130—1140-х гг. Икона была изначально процессионной (выносной) и прославилась в 1169 году, когда Новгород был спасён от осады суздальскими войсками. На лицевой стороне изображена Богоматерь с медальоном на груди, в котором представлен Спас Эммануил. Древняя живопись здесь почти совершенно утрачена, её небольшие раскрытые фрагменты соседствуют с поздними слоями. Лучше сохранился оборот иконы с фигурами апостола Петра и мученицы Натальи (по другой версии Иоакима и Анны — родителей Богоматери). Графическая проработка, в особенности стилизованные пробела и движки указывают на комниновский стиль.

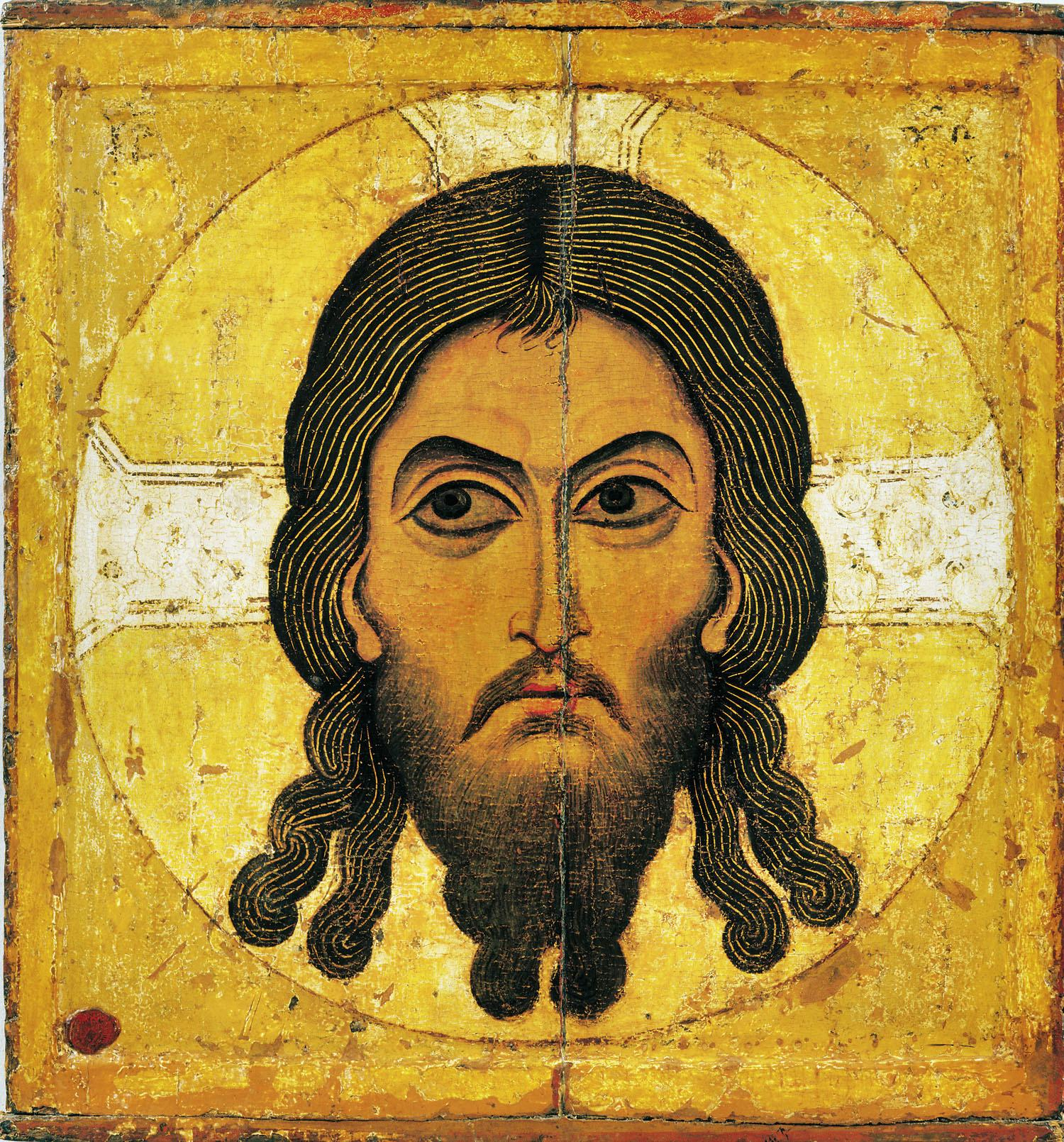
Спас Нерукотворный. Около 1191 года. ГТГ.

В конце XII века была создана икона «Спас Нерукотворный» с изображением на обороте поклонения кресту (ГТГ). Величественный лик Христа исполнен точным рисунком и мягкой, плавной моделировкой, напротив, оборот иконы с фигурами поклоняющихся ангелов поражает экспрессивностью стиля, сходного с комниновским маньеризмом.
Икона святителя Николая (ГТГ) была создана также в самом конце века и сочетает в себе монументальность с маньеристичностью черт лика. Это наиболее византинизированная икона Новгорода того времени. На полях иконы расположены изображения святых, это станет распространённой новгородской традицией.

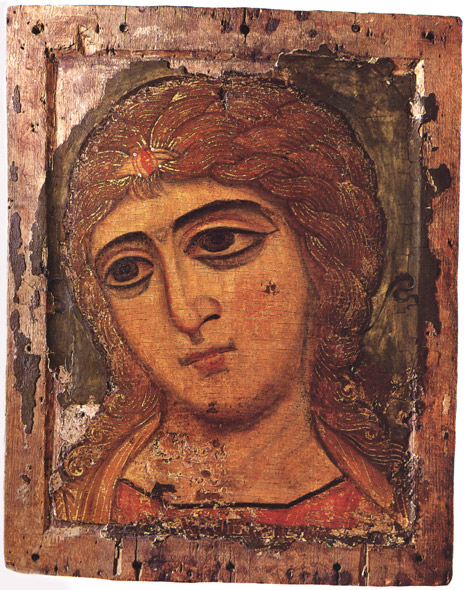
Ангел златые власы. Конец XII века. ГРМ.

Небольшая оглавная икона архангела Гавриила (ГРМ), получившая название «Ангел Златые власы», некогда являлась частью деисусного чина. Большой, занимающий почти все пространство иконы, лик архангела с ещё более увеличенными глазами производит впечатление ясности и спокойствия. В то же время, этому образу свойственна особая лиричность и тонкая эмоциональность, унаследованная от комниновского искусства и близко воспринятая на Руси.
В Успенском соборе Москвы хранится небольшая новгородская икона Богоматери конца XII- начала XIII века. Необычна её иконография. Младенец Христос соприкасается с Матерью щеками как в иконографическом типе Умиление, а в правой руке держит свиток, что характерно для типа Одигитрии. В благословляющем жесте сложена левая рука Спасителя. На голове Богоматери поверх мафория лежит ещё один тёмный плат. Камерность иконы сочетается с тяготением к ясному монументальному образу, как в иконах начала века.
В Государственной Третьяковской галерее находится новгородская икона Успения Богородицы, созданная в начале XIII века.

#### Владимиро-Суздальское княжество

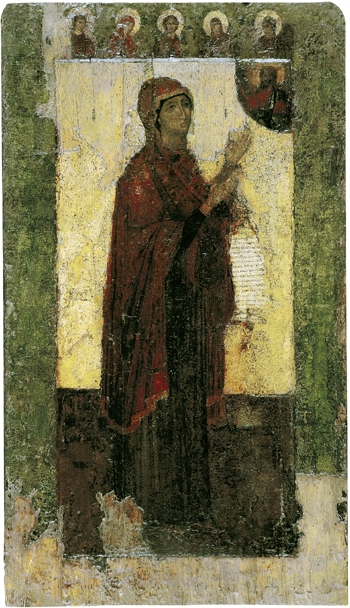
Боголюбская икона Богоматери. XII век. Княгинин монастырь во Владимире.

Иконопись Владимиро-Суздальского княжества выделяется особняком. Расцвет его культуры связан с Андреем Боголюбским.
В 1155 году Андрей Боголюбский уехал из Вышгорода, забрав с собой почитаемую икону Богоматери, и обосновался во Владимире на Клязьме. Привезённая им икона, получившая название Владимирской, стала палладиумом княжества, а впоследствии и всей России. Прекрасный по проникновенности и классичности византийский образ послужил своего рода мерой художественного качества для работавших здесь иконописцев.
Роскошные белокаменные храмы Андрея Боголюбского и правившего за ним его брата Всеволода расписывали лучшие мастера. Возможно, из Фессалоник, где Всеволод провёл свою юность, были приглашены художники, расписавшие Успенский собор и построенный недалеко от него Дмитровский собор, освящённый в честь небесного патрона Всеволода — великомученика Димитрия Солунского. Здесь хранилась привезённая гробная доска святого Димитрия, на которой была написана его икона (в настоящее время в Успенском соборе Московского Кремля с живописью XVII века).
Икона Богоматери Боголюбская была заказана князем Андреем для своего дворцового храма в Боголюбове. На ней Богородица представлена в рост в развороте, молящейся ко Христу. Живопись иконы сильно пострадала за время своего существования. В настоящее время икона хранится в соборе Княгинина монастыря во Владимире.
К владимирской иконописи относятся две иконы, хранящиеся в Успенском соборе Москвы.
На первой изображено явление архангела Михаила Иисусу Навину. Предание связывает икону с московским князем Михаилом Хоробритом (1238—1248 гг.), но стиль иконы относится к рубежу XII—XIII вв.
Вторая икона — «Спас Златые власы» — оплечное изображение Спасителя. Икона также написана на рубеже веков и относится к княжеской придворной культуре. Её автор — иконописец ориентированный на классику — одновременно с этим окружил лик Христа золотыми украшениями. Золото волос усиливает декоративный мотив в иконе.
Две горизонтальные иконы первоначально входили в состав алтарных преград неизвестных храмов (находились в Успенском соборе Москвы, сейчас в ГТГ).

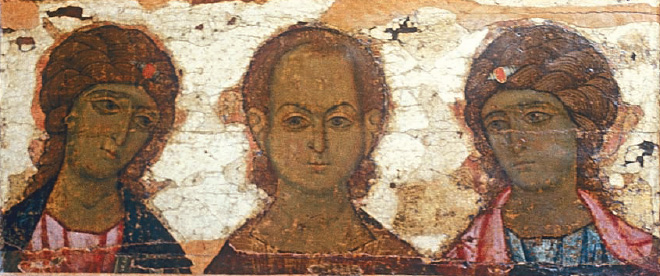
Спас Эммануил с ангелами. Конец XII века. ГТГ.

На одной из них представлен оплечно Спас Эммануил с двумя архангелами. Изображение юного Христа исполнено Божественного величия и силы. Здесь Он изображён как Жертва, предвечно уготованная для спасения людей. Лики поклоняющихся архангелов выражают тихую скорбь. Глубокий сосредоточенный строй образов с тонкими оттенками чувств прекрасно передан средствами позднего комниновского стиля.
Вторая икона представляет собой оплечный деисус. В изображениях Христа, Богоматери и Иоанна Предтечи проявились черты, свойственные уже началу XIII века — укрупнён ритм, обобщены детали, силуэты приобрели плавность, а образы особую задушевность.

#### Первая половина XIII века
Если Киев к концу XII века начинает терять свою значимость, то Северо-Восточная Русь в начале XIII века находится в стадии наивысшего расцвета. Центром её был Владимир, крупная иконописная мастерская работала при епископском дворе в древнейшем городе Ростове, другие города, например Ярославль, также становились художественными центрами.
Крупная икона великомученика Димитрия Солунского из города Дмитрова (ГТГ), была заказана князем Всеволодом Большое Гнездо, носившем это имя в крещении. Иконография иконы редкая — святой торжественно восседает на троне, убирая в ножны свой меч. Здесь присутствует как момент прославления самого святого, как бы отдыхающего после боя, так и тема инвеституры: святой покровительствует князю, вручая ему меч как знак власти.
«Святославов крест» — вырезанная из камня многочастная  икона с изображением Распятия Иисуса Христа с предстоящими. В настоящее время экспонируется в Георгиевском соборе города Юрьев-Польский во Владимирской области и является частью коллекции Юрьев-Польского историко-архитектурного и художественного музея. Традиция связывает поставление креста с князем Юрьевским Святославом Всеволодовичем, ставшим впоследствии на короткое время великим князем Владимирским. По предположению целого ряда исследователей, непосредственным поводом с созданию креста послужили обстоятельства похода князя на Волжскую Булгарию в 1220 году.
В Ярославле в 1210—1220 годах строятся Успенский городской собор и Преображенский собор Спасского монастыря. Для последнего из них пишется огромная великолепная икона, называемая «Ярославская Оранта» (ГТГ). Образ имеет сложное иконографическое содержание. Богоматерь представлена в рост, фронтально как Оранта, то есть с поднятыми в молитве руками. На груди у Богородицы помещён медальон с образом Спаса Эммануила, благословляющего как архиерей двумя руками. В верхних углах иконы расположены два медальона с архангелами в придворных облачениях. В этом образе совмещены темы молитвенной помощи Богоматери людям, воплощения Христа и Его служения как Жертвы и одновременно как Первосвященника. Присутствие прислуживающих Христу архангелов сходно с их изображением в деисусе со Спасом Эммануилом конца XII века из ГТГ.
Обе иконы, опираясь на наследие XII века, обладают особой монументальностью. Их фронтальные композиции просты и торжественны. Укрупнение и обобщение форм, плавность линий характерны для византийского искусства начала XIII века. В тонко исполненных ликах на иконе Богоматери чувствуется наследие XII века, образ величественный и глубокий. Одновременно она напоминает мозаику XI века в Софийском соборе Киева. Обильно положенное золото широкими полосами заливает складки одежд. Икона выделяется обилием декоративных деталей. Эта черта особенно возрастёт в иконописи конца XIII века.
К старой аристократической среде придворного княжеского искусства принадлежит небольшая поясная икона Христа Вседержителя, середины XIII века, находившаяся в Успенском соборе Ярославля, а теперь в Ярославском музее.
Из Новгорода происходит большая икона Успения (ГТГ), имеющая очень развитую иконографию — так называемое «Облачное Успение». На ней изображены апостолы, переносимые на облаках ангелами со всех концов мира в Иерусалим к одру Богоматери. Эта иконография восходит к константинопольскому образцу и на Руси была использована в росписи Успенского собора Киево-Печерского монастыря. Поражают скорбящие, обступившие одр апостолы, не замечающие Христа, явившегося принять душу Матери. Ни одна поза или жест буквально не повторяются, все собравшиеся наделены индивидуальностью облика, а их движения и выражения ликов отражают глубокое переживание произошедшего. Икона напоминает не только лучшие произведения византийцев, но и античные надгробные рельефы.
Во 2-й четверти XIII века, накануне монгольского нашествия были созданы две иконы, найденные в Белозерске. Они отчасти схожи с иконами северо-восточной Руси, но связаны и с Новгородом. Икона Богоматери Белозерская (ГРМ) иконографически близка к Владимирской иконе, родство есть и в характере образа. Однако художественные приёмы этой иконы выходят за рамки классической, провизантийской линии иконописи. Яркие цвета и резкие контуры придают образу остроту, делают его похожим на памятники романской живописи Европы.
Более упрощённо выглядит икона «Апостолы Пётр и Павел» (ГРМ). Апостолы изображены в одинаковых позах, их образы рассчитаны на более быстрое и прямое восприятие.
Единственной иконой, связанной с южной Русью, является образ Богоматери Печерская, датируемый серединой столетия (ГТГ). Икона с изображением Богоматери на троне и предстоящих преподобных Антония и Феодосия Киево-Печерских происходит из Свенского монастыря под Брянском. Это список с образа, находившегося в Киево-Печерском монастыре.

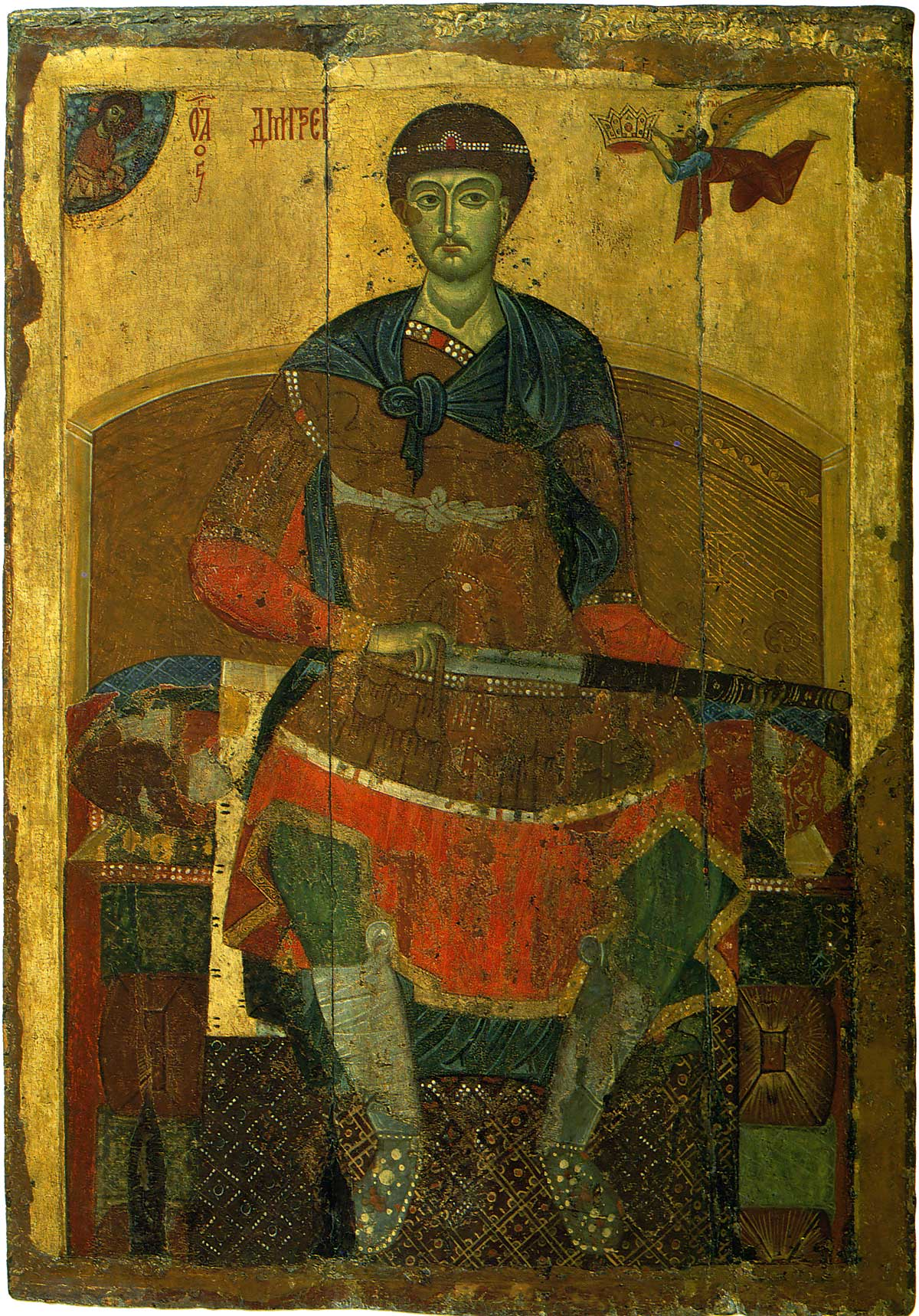
Святой Димитрий Солунский. Икона. Около 1212 года. ГТГ.
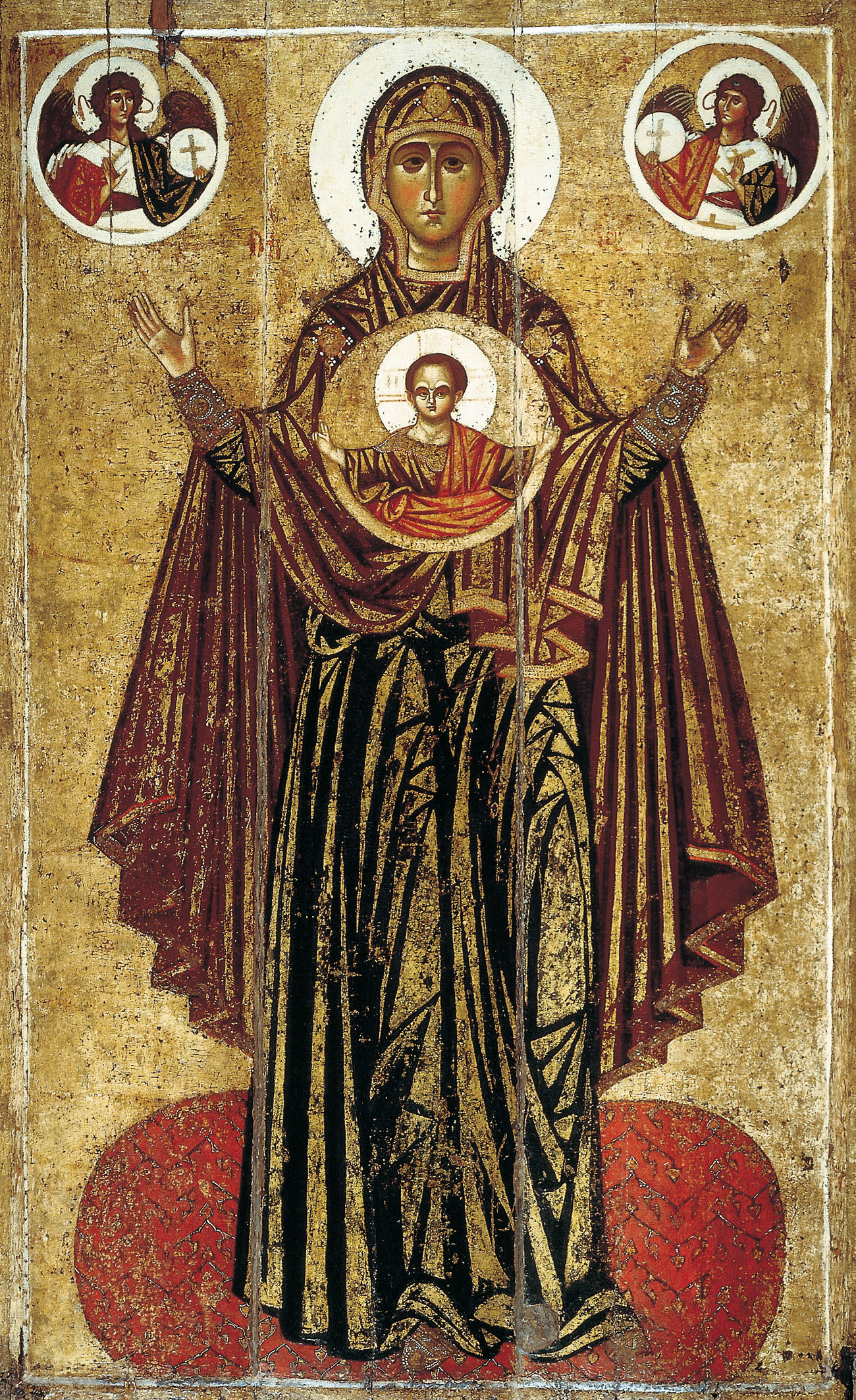
Богоматерь Оранта из Ярославля. Около 1224 года. ГТГ.
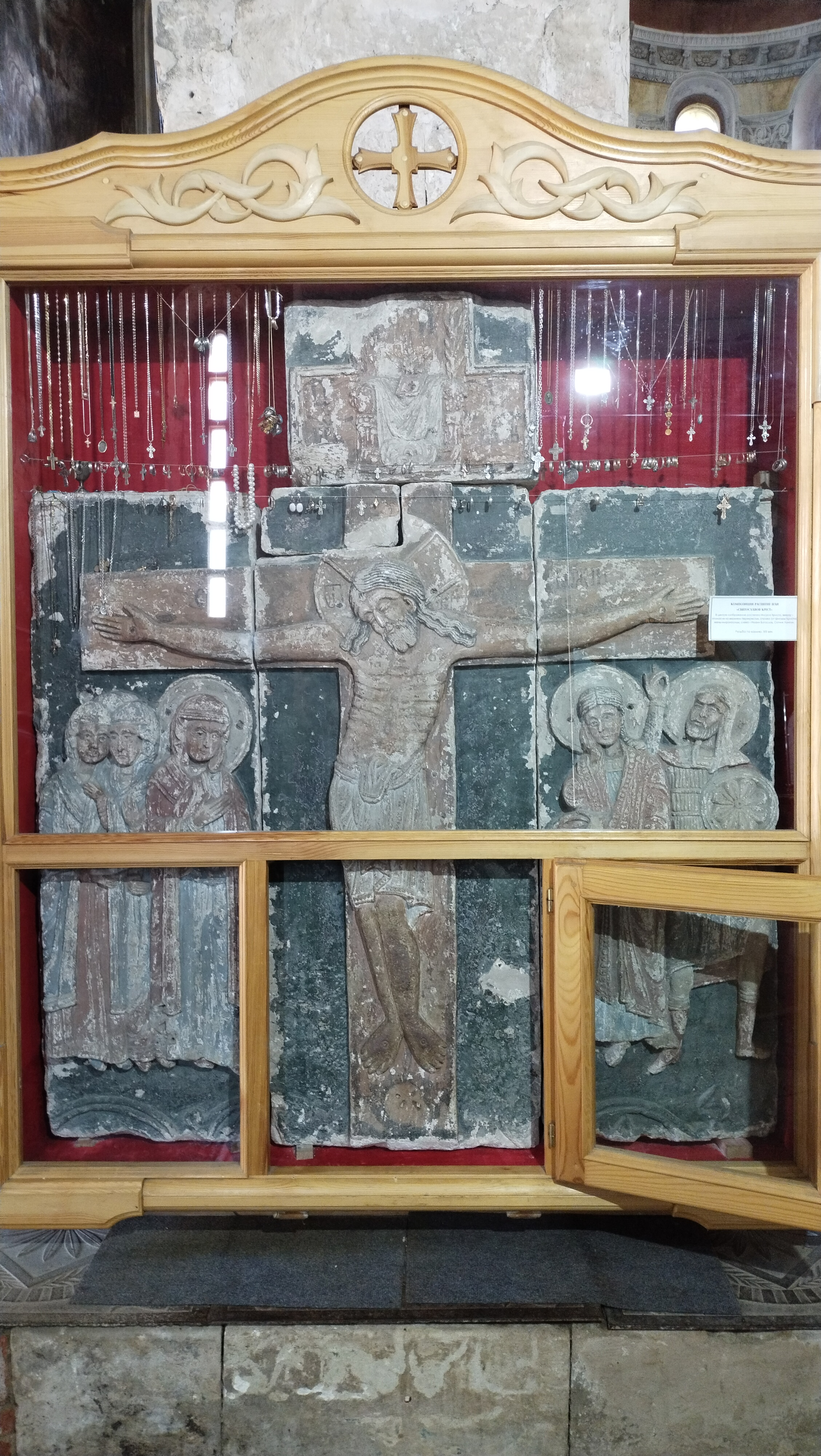
Святославов крест, 1234. Юрьев-Польский историко-архитектурный и художественный музей
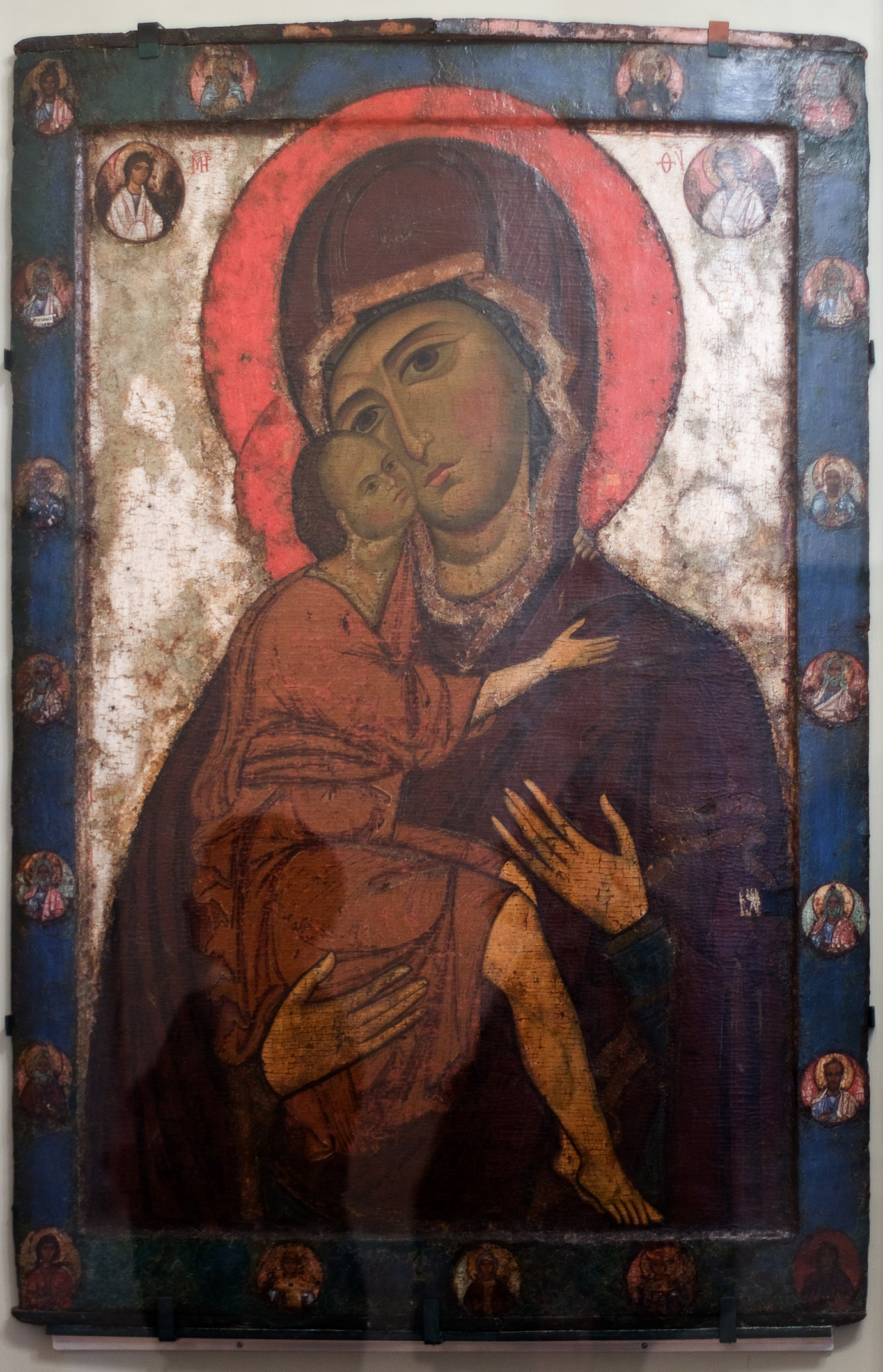
Белозерская икона Богоматери. XIII век. ГРМ.
Апостолы Пётр и Павел. Икона середины XIII века. ГРМ.

### Монгольское нашествие и иконопись середины — второй половины XIII века

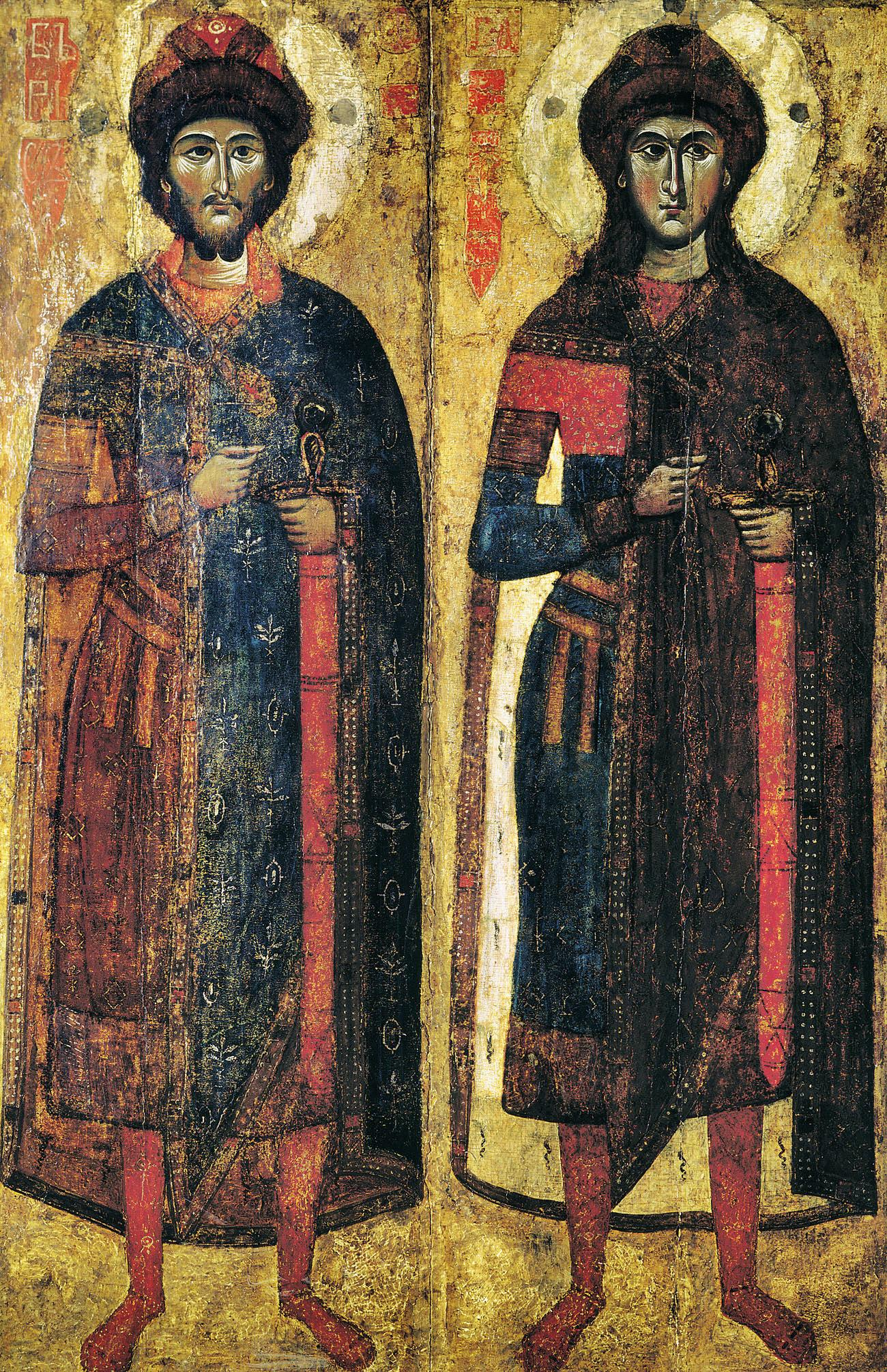
Святые Борис и Глеб. Икона к. XIII — н. XIV вв. Музей русского искусства в Киеве.

Разорение Руси Батыем в 1237-40 гг. оказало сильнейшее влияние на развитие иконописи. Южные и западные русские княжества были сильно разорены и со временем вошли в состав Литвы. Политический и церковный центр окончательно сместился в северо-восточную Русь. В 1299 году митрополит Максим перенёс свою кафедру из Киева во Владимир на Клязьме. Северо-восток хотя и был жестоко разорён, но к концу века здесь начала возрождаться художественная жизнь, функционировала иконописная мастерская в Ростове. Новгород и Псков не были затронуты монгольским нашествием, но оно сильно повлияло на развитие их культуры.
Ряд икон, происходящих из разных мест и относимых к середине века, показывает, как менялась русская иконопись под воздействием новой исторической ситуации. Из икон уходит гармония, свойственная византийским произведениям. Приёмы письма консервируются и упрощаются.
Таковы икона Спаса из села Гавшинка под Ярославлем (ЦМиАР), двусторонняя икона Богоматери Знамение с мученицей на обороте (музей-квартира П. Д. Корина), икона Николы из Духова монастыря в Новгороде (см. ниже). Для них характерна резкость подачи, повышенная активность. Образы наделяются несокрушимой волей и твёрдостью в вере. К ним близка икона святых Бориса и Глеба (древнейшая из сохранившихся и восходящая к образцу XI века). Икона может быть новгородской или тверской и была создана ближе к концу XIII века. В ней все же больше чувствуется наследие предшествующего времени.

#### Новгород

Свв. Иоанн Лествичник, Георгий и Власий. 2 пол. XIII век. ГРМ.

В новгородских иконах этого времени ярко выразились местные архаичные черты, отчасти уже проступавшие в первой половине века. К середине столетия относят икону Николая Чудотворца из Духова монастыря (ГРМ). Небывалая жёсткость линий и одноплановая характеристика образа свидетельствуют о разрыве с прежней традицией. Однако, такие простые и сильные образы нравились новгородцам.
Новые качества чрезвычайно усиливаются к концу века. Почти исчезает объёмная проработка формы, яркие локальные пятна цветов сочетаются с жёсткими линиями. Большинство таких икон написаны на красных фонах. К ним относятся иконы «Иоанн Лествичник с Георгием и Власием» (ГРМ), «Спас на престоле» (ГТГ), царские врата из погоста Кривое на Северной Двине. В них даже лики проработаны в основном одними белильными штрихами.
Икона «Богоматерь на престоле с Николой и Климентом» (ГРМ) написана сложнее, с более тонкой проработкой формы.

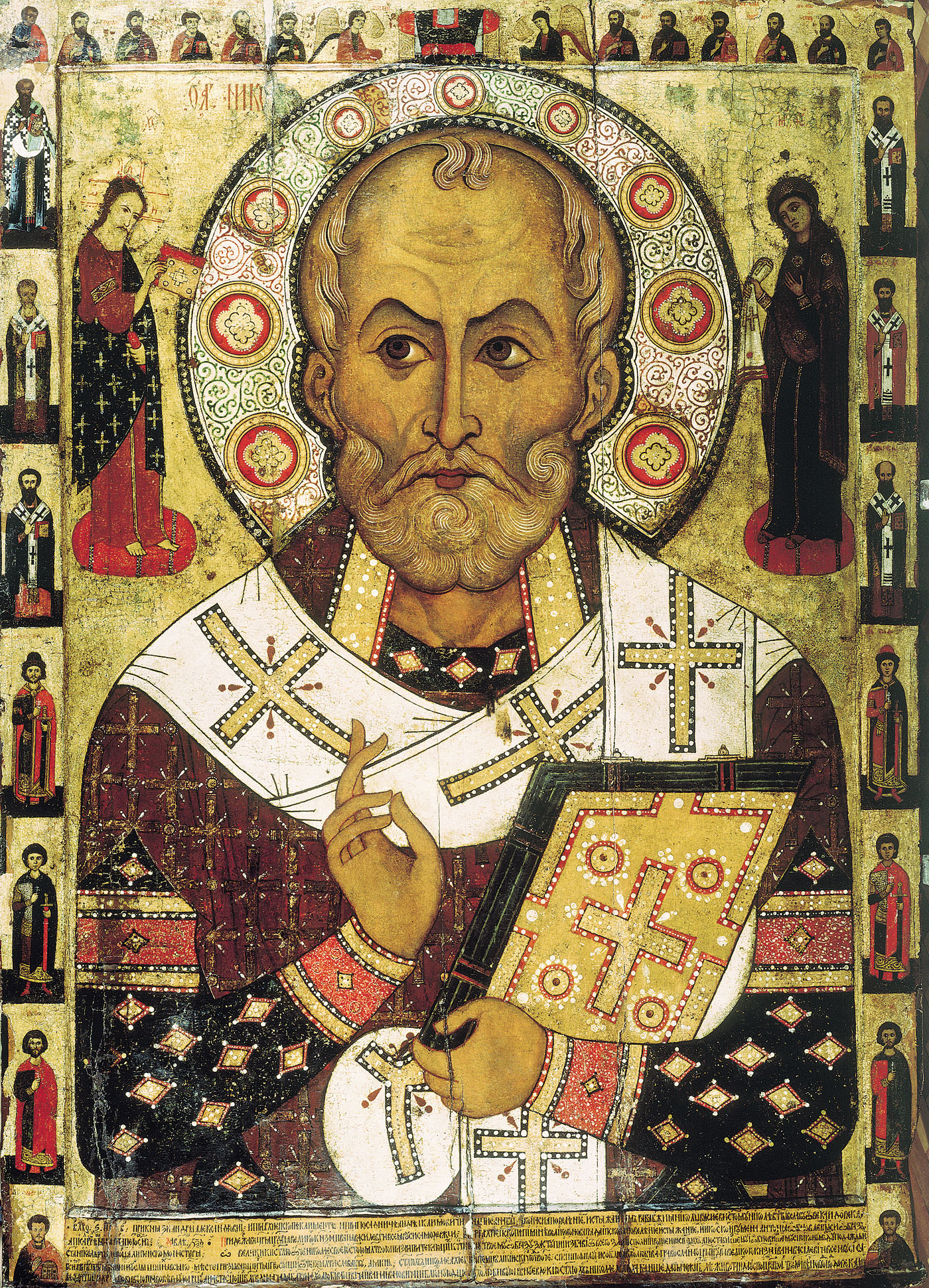
Никола Липный. Алекса Петров. 1294 год. Новгородский музей.

Необычна огромная храмовая икона Николая Чудотворца из церкви Николы на Липне. Сохранившаяся снизу иконы надпись упоминает имя иконописца — Алекса Петров и год создания иконы — 1294. Святой изображён по пояс в окружении множества святых на полях. По сторонам от головы святого Николая изображены Спаситель и Богоматерь, протягивающие ему Евангелие и омофор (иллюстрация так называемого никейского чуда, произошедшего на Первом Вселенском соборе). Фигура святого написана плоской, но лик тщательно проработан с тонкими тональными переходами. Удивляет обилие орнаментов на одеждах и нимбе. Кроме того, в иконе чувствуется связь с западноевропейской традицией. Новгород действительно много контактировал с соседними европейскими странами.

#### Северо-Восточная Русь

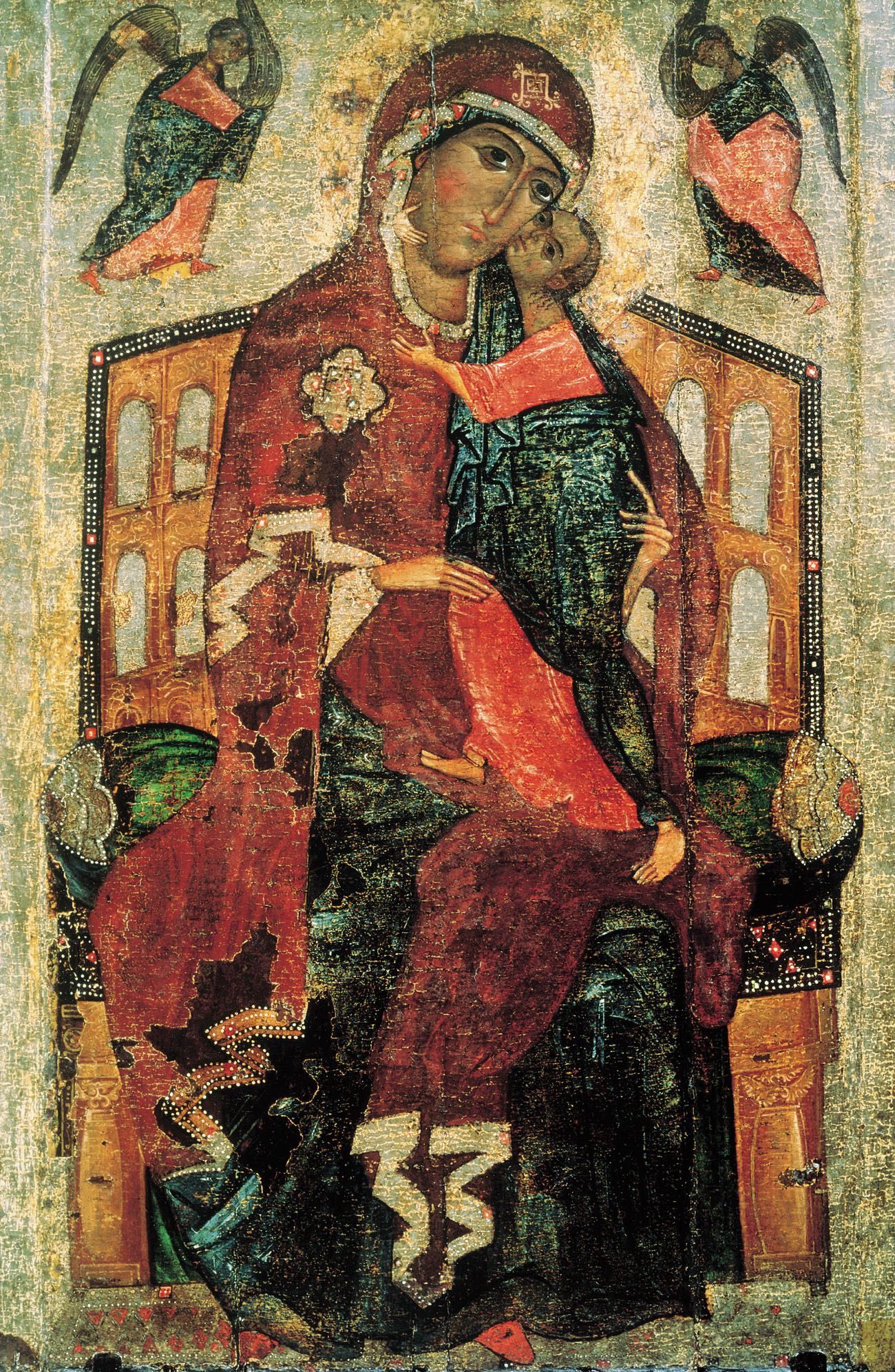
Богоматерь на престоле («Толгская Первая»). Конец XIII века. ГТГ.

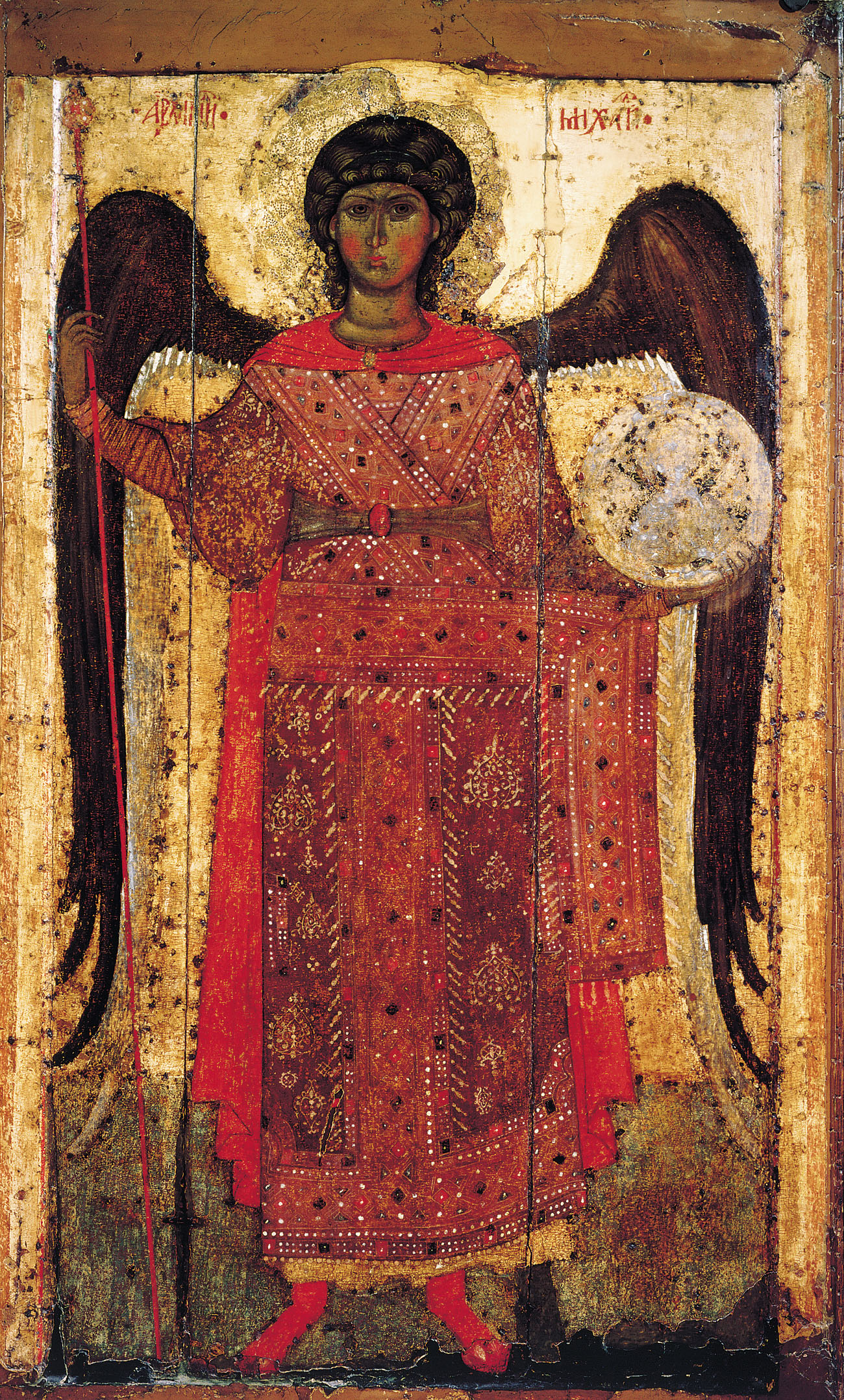
«Архангел Михаил». Около 1299—1300 гг. ГТГ.

В северо-восточной Руси художественная жизнь прервалась не целиком, продолжала работать иконописная мастерская при епископском дворе в Ростове. Её произведения расходились по другим городам, в том числе в Вологду и дальше на русский север. Ростовские иконы также отличаются от домонгольских произведений повышенной экспрессией, резкостью исполнения и активностью образов. Но по сравнению с новгородскими произведениями они более тонки и артистичны. При всей яркости колорит строится на рафинированных сочетаниях глубоких цветовых оттенков. Лики пишутся рельефными, почти скульптурные. Их отличает коричневый оттенок и яркие румяна.
Около 1272—1276 гг. была исполнена икона Богоматери Феодоровская, хранящаяся в Костроме. Её иконография с небольшим отличием повторяет Владимирскую икону, но живопись сильно поновлена в XVII столетии. Лучше сохранилась фигура мученицы на обороте.
Большая тронная икона Богоматери, происходящая из Толгского монастыря под Ярославлем (так называемая «Толгская Первая», ГТГ), сохраняет сходство с торжественными образами начала XIII века, её датируют концом столетия. Сидящая Богородица придерживает руками Младенца, делающего шаг на Её коленях. Лики соприкасаются, как в типе Умиление. В верхних углах присутствуют склонившиеся ангелы с покровенными руками. Иконописец утрировал пропорции ради усиления выразительности, в то же время его икону отличают тонкие сочетания разнообразных цветов и серебряного фона. Выражение ликов и весь строй иконы настраивают на сосредоточенное созерцание.
Чуть позже была создана поясная икона Богоматери («Толгская Вторая»), которая почиталась чудотворной и в настоящее время хранится в Толгском монастыре под Ярославлем. Она отличается резким, драматическим выражением лика Богородицы.
Ещё одна икона Богородицы — «Страстная» — происходит из Кашина (Калязинский музей, в настоящее время на реставрации в Москве). Иконографически она близка Феодоровской и получила своё название благодаря фигурам ангелов, держащих орудия страстей Христовых. Икона исполнена более просто с жидко положенными яркими красочными пятнами.
Сохранились две большие торжественные иконы Архангелов, бывшие храмовыми образами. «Собор Архангелов» происходит из Михайло-Архангельского монастыря в Великом Устюге (ГРМ). Архангелы Михаил и Гавриил представлены в придворных одеждах с лорами. Они держат медальон с образом Спаса Эммануила. Характерно сочетание синего фона, жёлтых нимбов, ярко-красного, пурпурного и зелёного цветов. Вторая икона предназначалась для церкви архангела Михаила в Ярославле и датируется около 1299—1300 гг (ГТГ). Архангел Михаил облачён в драгоценные одежды с лором, в правой руке он держит жезл, а в левой голубой медальон-зерцало с плохо сохранившимся образом Христа Эммануила. Икона изобилует орнаментами, а лик выделяется чрезвычайно яркими румянами.
Из самого Ростова сохранилась икона «Спас Нерукотворный» конца XIII — начала XIV века (ГТГ). Лик Христа активно вылеплен мазками с такими же яркими румянами. В двух последних иконах присутствует слитность композиционных элементов и некоторая встревоженность в выражении лика (в отличие от прежней невозмутимости), что указывает на приближение новой эпохи.
Ростовская мастерская и в XIV веке продолжала создавать иконы с собственными характерными чертами, когда на русскую иконопись вновь оказало воздействие искусство Византии.

#### Псков

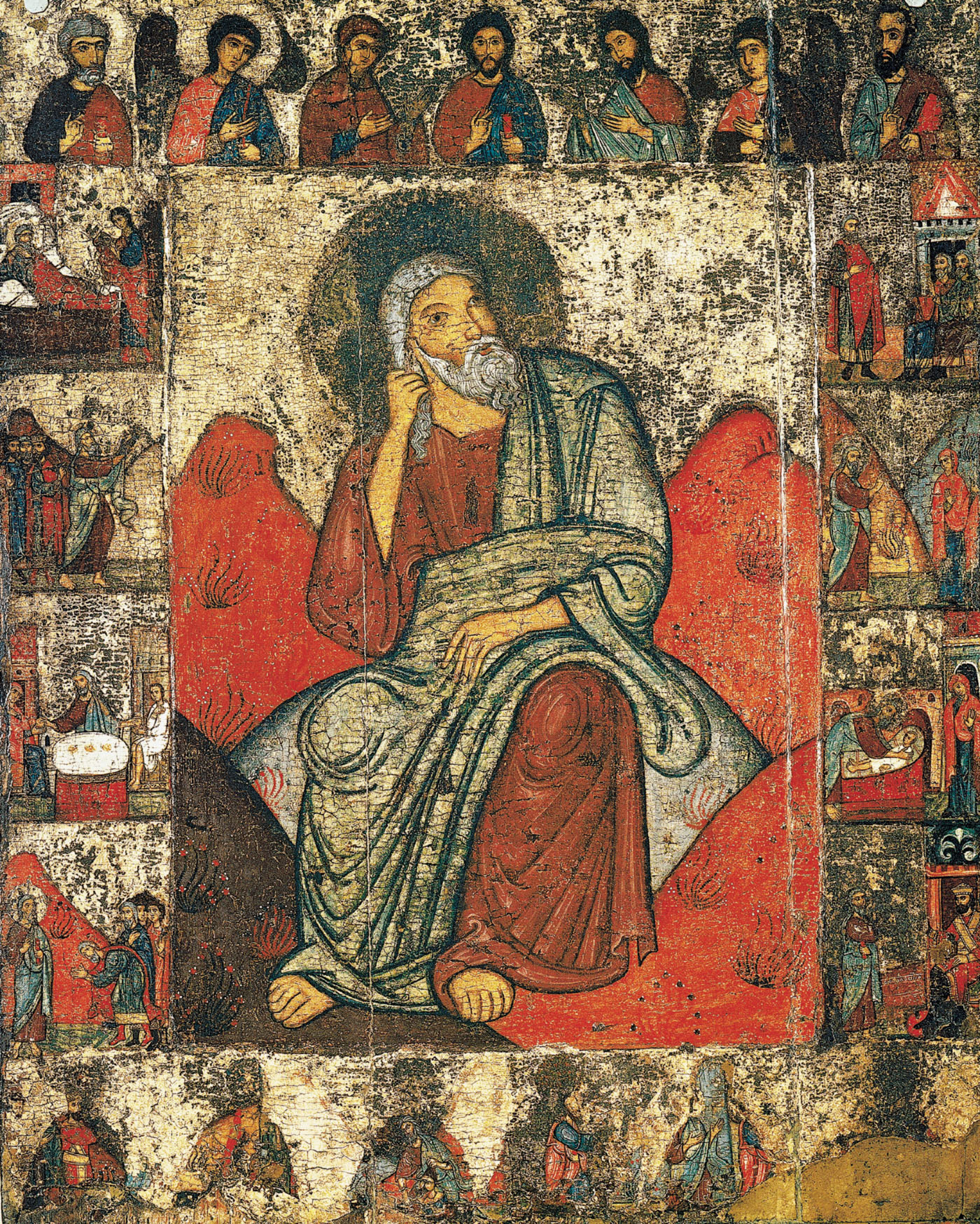
Илия Пророк в пустыне с житием и деисусом. Конец XIII века. ГТГ.

Икона «Илия Пророк в пустыне с житием и деисусом» из погоста Выбуты под Псковом, является, по-видимому, древнейшей сохранившейся псковской иконой. В среднике изображён сидящий в пустыне пророк Илья. На верхнем поле иконы расположен деисус, а на остальных — клейма жития, отличающиеся ясными и простыми композициями. Изображение ворона, кормящего пророка, отсутствует или не сохранилось. Особое тихое и сосредоточенное состояние, в котором находится Илья, породило предположение, что здесь изображено явление ему Бога в веянии тихого ветра (3Цар. 19:11-12). Лик святого приобрёл более открытое и тёплое выражение, чем в любой из домонгольских икон. Икона отличается особым тонким колоритом, хорошо сочетающимся с серебряным фоном.

### XIV век. Новые связи с Византией
С начала XIV века русские города вновь начинают поддерживать активные связи с Византией. Последовавшее вследствие этого новое влияние её культуры, вызвало во второй половине столетия своеобразный отклик в русской иконописи.

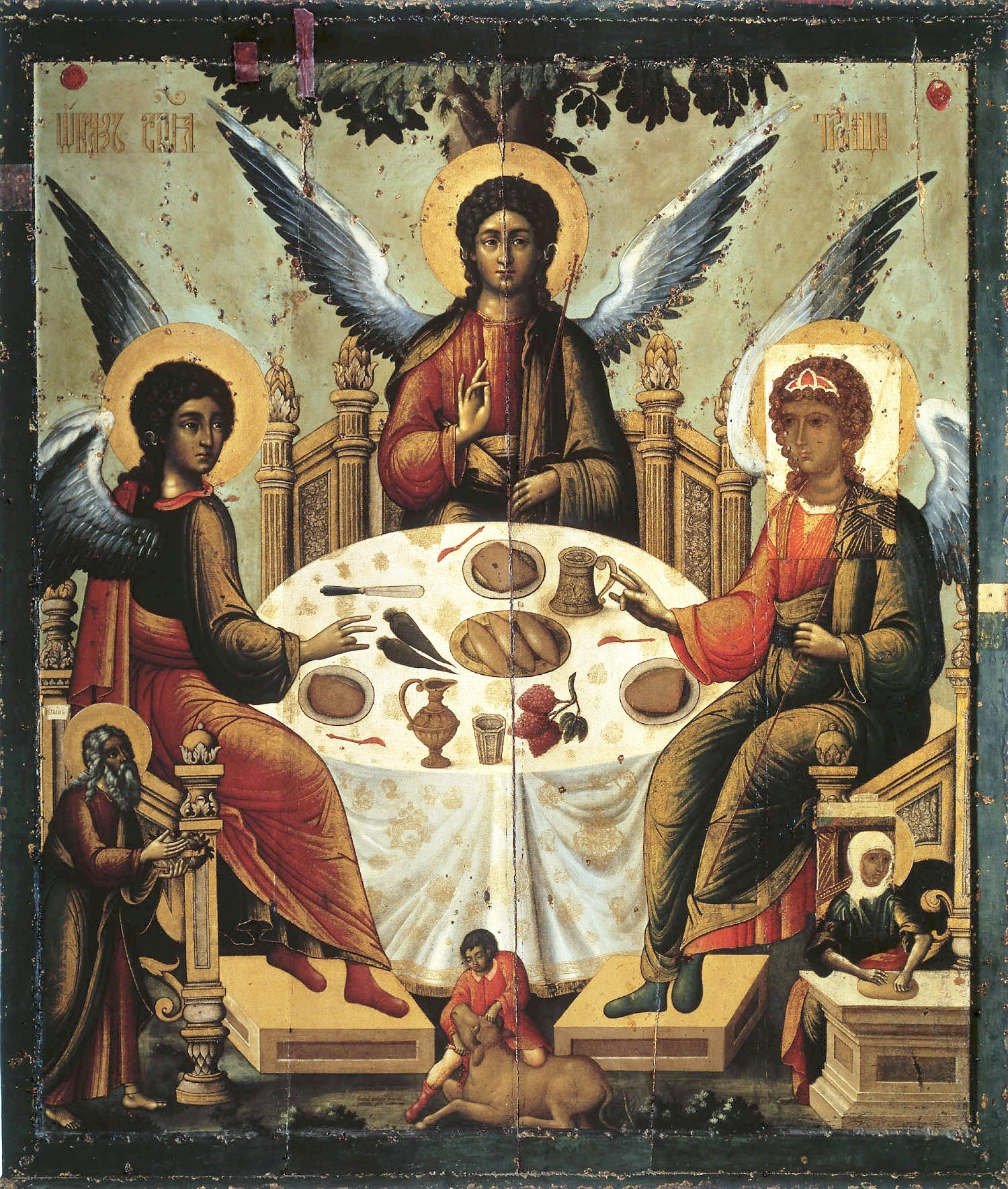
Троица с Авраамом и Саррой. Вторая четверть XIV века (запись — Тихон Филатьев, 1700 год)

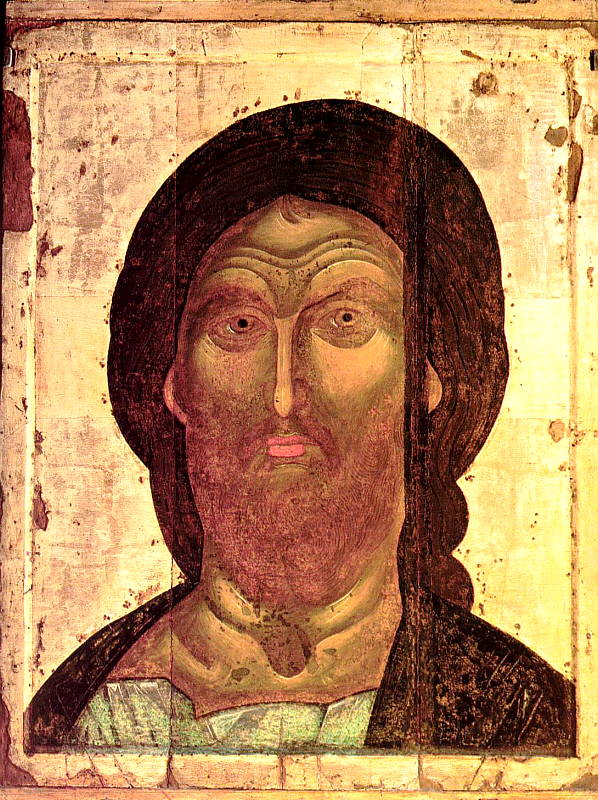
Спас Ярое око. Середина — вторая четверть XIV века.

В северо-восточной Руси сохранялось прежнее значение Ростова. Уже с конца XIII века активно развивалась Тверь, но в первой четверти XIV века первенство перехватила Москва, ставшая с 1325 года местом пребывания русского митрополита.
В ранних иконах XIV века заметно влияние не утончённого палеологовского ренессанса, а «тяжёлого» монументального византийского стиля XIII века. Он был более созвучен русскому искусству.
В последние года жизни митрополита Максима (между 1299—1305 гг.) была создана ростовая икона Богоматери Максимовская (хранилась у его гробницы в Успенском соборе Владимира, теперь во Владимиро-Суздальском музее-заповеднике). Икона имеет уникальную иконографию, связанную с личностью митрополита Максима. Святитель изображён снизу иконы, стоящим на башне и принимающим от Богоматери святительский омофор. Фигуры Богородицы и Христа обладают объёмностью и тяжестью. Пространственность композиции подчёркивается движением развернувшегося к святителю Младенца.
В Успенском соборе Москвы находится большая оплечная икона Спасителя первой трети столетия. В ней заметно византийское влияние, особенно в плавной моделировке лика со скользящим светом. Русские черты проявились в точёных, несколько схематичных формах. Образ, что характерно для русской иконописи, обладает большей открытостью, которая сочетается здесь с византийской созерцательностью.
Здесь же в Московском Кремле хранится большая икона Троицы второй четверти века, неизвестного происхождения. Хотя живопись до сих пор скрыта поновлением 1700 года, два расчищенных фрагмента — лик правого Ангела и фигурка Сарры — показывают, что композиция XIV века была точно повторена.
Позднее была создана вторая, хранящаяся здесь же, оплечная икона Христа — «Спас Ярое око». Её отличает особая драматическая напряжённость, вызванная резкими морщинами лба и контрастами густых теней и ярких вспышек света.

#### Новгород

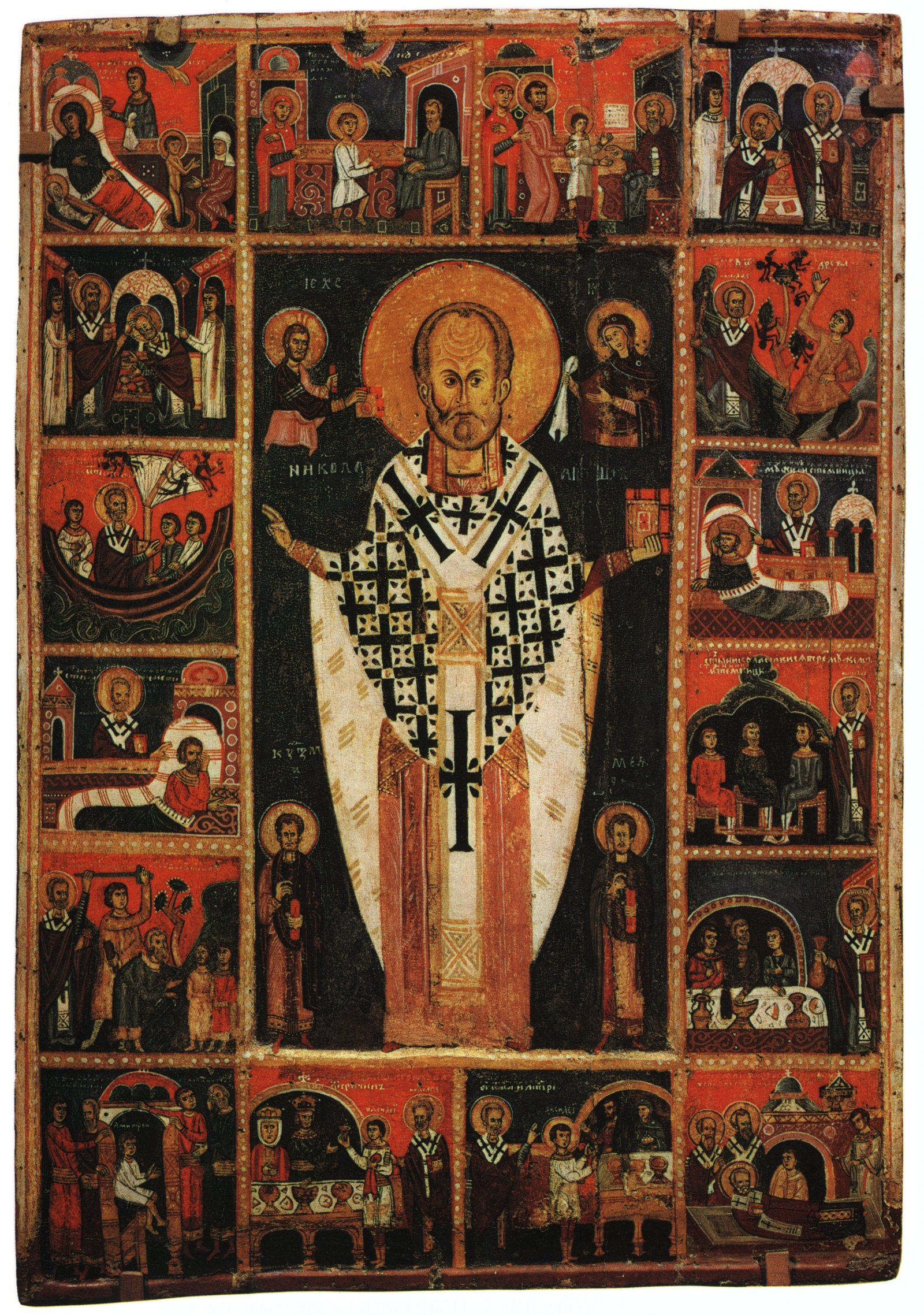
Николай Чудотворец в житии со святыми Косьмой и Дамианом. Икона из погоста Озерёво. Первая половина XIV века.

Новгородцы на протяжении XIV века сохраняли близкие им «архаизирующие» черты иконописи конца XIII века. Они выразились в богатом пласте народной иконописи, связанном с обширными новгородскими провинциями. Однако активная деятельность новгородских архиепископов способствовала развитию искусств и усвоению черт палеологовского искусства.
Яркими примерами византинизированной иконописи служит лик Георгия Победоносца, поновлённый на старой ростовой иконе XII века (ГТГ) и фигура Христа в миниатюре Хлудовской Псалтири второй четверти XIV века (ГИМ, не путать с византийской Псалтирью IX века). Лик Георгия приобрёл скульптурный объём. Образ святого наделён волевой решимостью, характерной для новгородских икон. Фигура Христа на миниатюре «Явление Христа жёнам-мироносицам» отличается от других изображений в той же рукописи. Его свободная поза и особенно тонко исполненный лик явно созданы художником, знающим современное ему византийское искусство.
При архиепископе Василии (занимал кафедру в 1330—1352 гг.) в Новгороде уже работают целые группы греческих художников, их произведения воздействуют на местных мастеров. Приезжими мастерами или их учениками примерно в 1341 году исполняется праздничный чин для иконостаса Софийского собора. Его иконы обладают сложными пространственными композициями, разнообразными ракурсами фигур и богатой цветовой гаммой.
В мастерских архиепископа Василия делались украшенные многочисленными изображениями врата в технике золотой наводки по меди. К ним относятся входные врата Софийского собора 1336 года, попавшие в XVI веке в Александров.
К иконам архаизирующего пласта относятся хранящиеся в ГРМ иконы «Святитель Николай с Косьмой и Дамианом в житии» из погоста Озерёво, «Чудо Георгия о змие» с житием и другие.
Во второй половине XIV столетия новгородские иконописцы усвоили многие качества палеологовского искусства, что не мешало их произведениям обладать яркой новгородской выразительностью. Такова большая икона Благовещения с маленькой патрональной фигуркой святого Феодора Тирона, поставленной прямо между основных фигур в среднике иконы (Новгородский музей). Необычна подвижная фигура архангела Гавриила, занимающая больше половины доски. Икона Бориса и Глеба на конях (из посвящённой им церкви в Плотниках, Новгородский музей) напротив отличается строгой уравновешенностью и торжественностью. Ещё одной большой храмовой иконой, также хранящейся в Новгородском музее, является Покров из Зверина монастыря (около 1399 года). Лики на этих иконах написаны по тёмно-зелёному санкирю с ярко-красными губами и яркими белильными движками. Если образы Бориса и Глеба отличаются крепостью духа, то лики на иконе «Покров» исполнены с тонкой, деликатной характеристикой.
Произведение Новгородской школы иконописи стало первым памятником русской иконописи, который был исследован учёными.
В 1724 году вышла книга немецкого исследователя Иоганна-Александра Додерляйна, которая стала первым в мировой истории исследованием русской иконы.

#### Псков
Уже на рубеже XIII—XIV веков Псков обретает политическую самостоятельность. Так же независимо развивается его искусство, обладающее рядом стойких характерных черт.
- Следующими после иконы Илии Пророка из Выбут сохранились немногочисленные большие образы рубежа XIII—XIV веков — краснофонная Богоматерь Одигитрия (ГТГ), храмовая икона Успения из церкви «с пароменья», другая икона Одигитрии (Псковский музей, находится на реставрации) более сложная по исполнению и близкая к росписи собора Снетогорского монастыря.
- Первая из сохранившихся фресковых росписей XIV века была выполнена именно во Пскове, в соборе Снетогорского монастыря. Снетогорские фрески 1313 года и немногие иконы первой половины столетия уже содержат важнейшие черты местной иконописи. Для росписи монастырского собора характерна тонкая продуманность, наполненность программы богословскими идеями, аллюзиями на литературные источники. Эти же особенности сохранятся и в иконописи, так что в XVI веке именно псковские иконописцы произведут серьёзнейшие изменения в иконографии русских икон. Характерен и смелый, ещё не имеющий стандартных ремесленных приёмов, стиль росписи. Для псковского искусства всегда будет характерна острая выразительность, далёкая однако от новгородской прямолинейности. Примечательна сдержанная цветовая гамма росписи.
- Во многом на Снетогорские фрески похожа икона Крещения (ГЭ), созданная около середины века. Сдержанные цвета сочетаются в ней с серебряным фоном. В фигурах ангелов можно видеть особый порыв.
- Иное, ретроспективное направление, ориентированное на традиции прошлого, представлено двумя иконами из церкви Николы «от Кож». Это образ святителя Николая (ГТГ) и Деисус (ГРМ), созданные в середине-второй половине XIV века. Обе иконы покрыты обильным золотым ассистом, напоминающим домонгольские произведения. Лик святого Николая похож на образы XII столетия[23].

Особо выделяется ряд псковских икон конца XIV века, в которых вырывается наружу внутреннее напряжение, горячая вера выражается через максимально резкие художественные приёмы.
- Икона «Собор Богоматери» (ГТГ) иллюстрирует стихиру праздника Рождества Христова: «Что Ти принесем, Христе…» Контраст тёмной зелени и ярко-алой киновари, яркость лежащих на фигурах и ликах белил сочетается здесь со всеобщим порывом, объединяющем всех собравшихся в едином славословии Христу и Богоматери.
- Вместе с «Собором Богоматери» из того же Варваринского храма Пскова происходит икона мучениц Параскевы, Варвары и Ульяны (ГТГ). Тонкие, вытянутые фигуры мучениц изображены в подвижных позах. Икона пронизана алыми вспышками, горящими на фоне насыщенного зелёного и других приглушённых тонов[24].

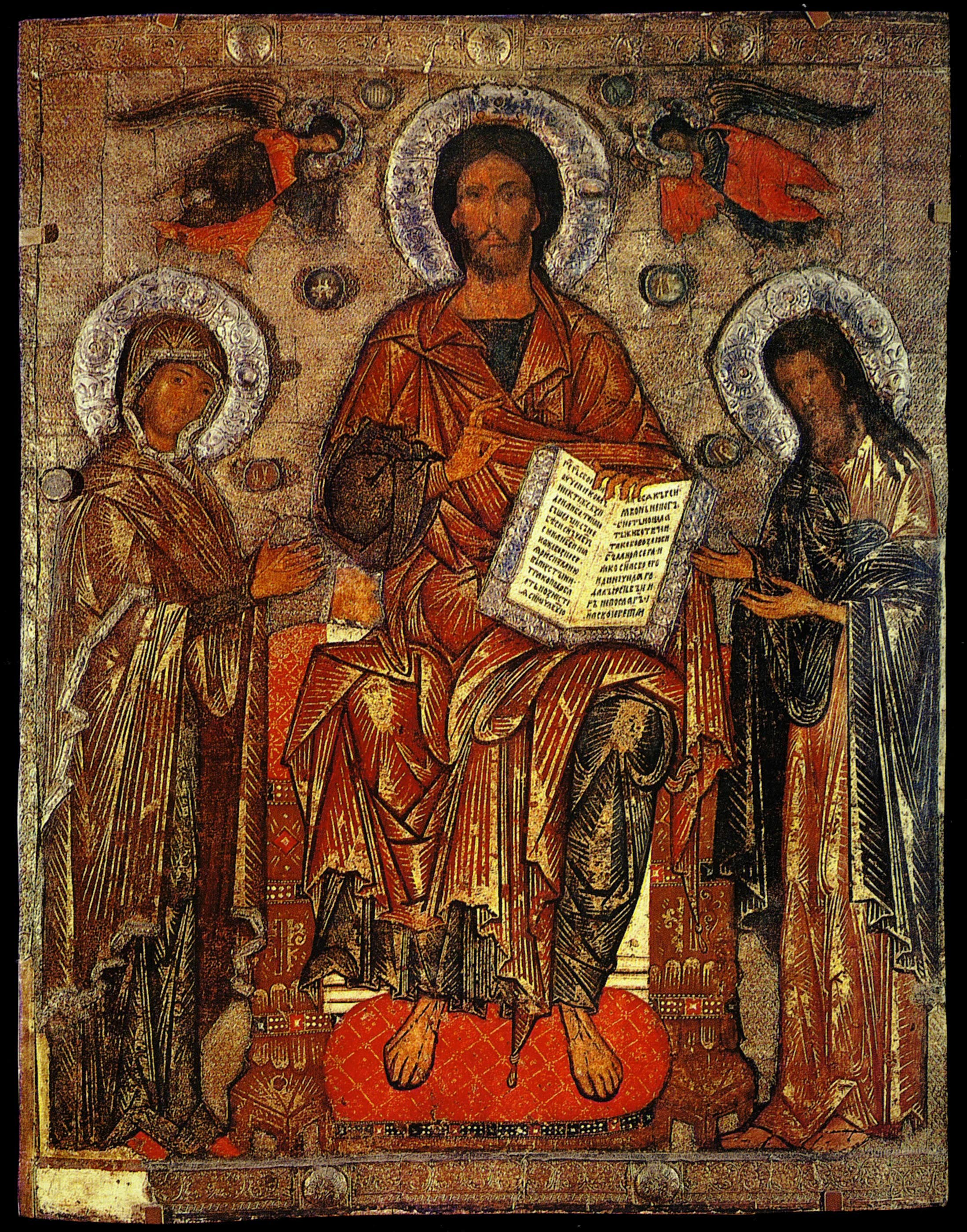
Деисус. Середина XIV века. ГРМ.
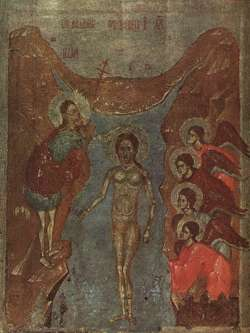
Крещение. Середина XIV века. ГЭ.
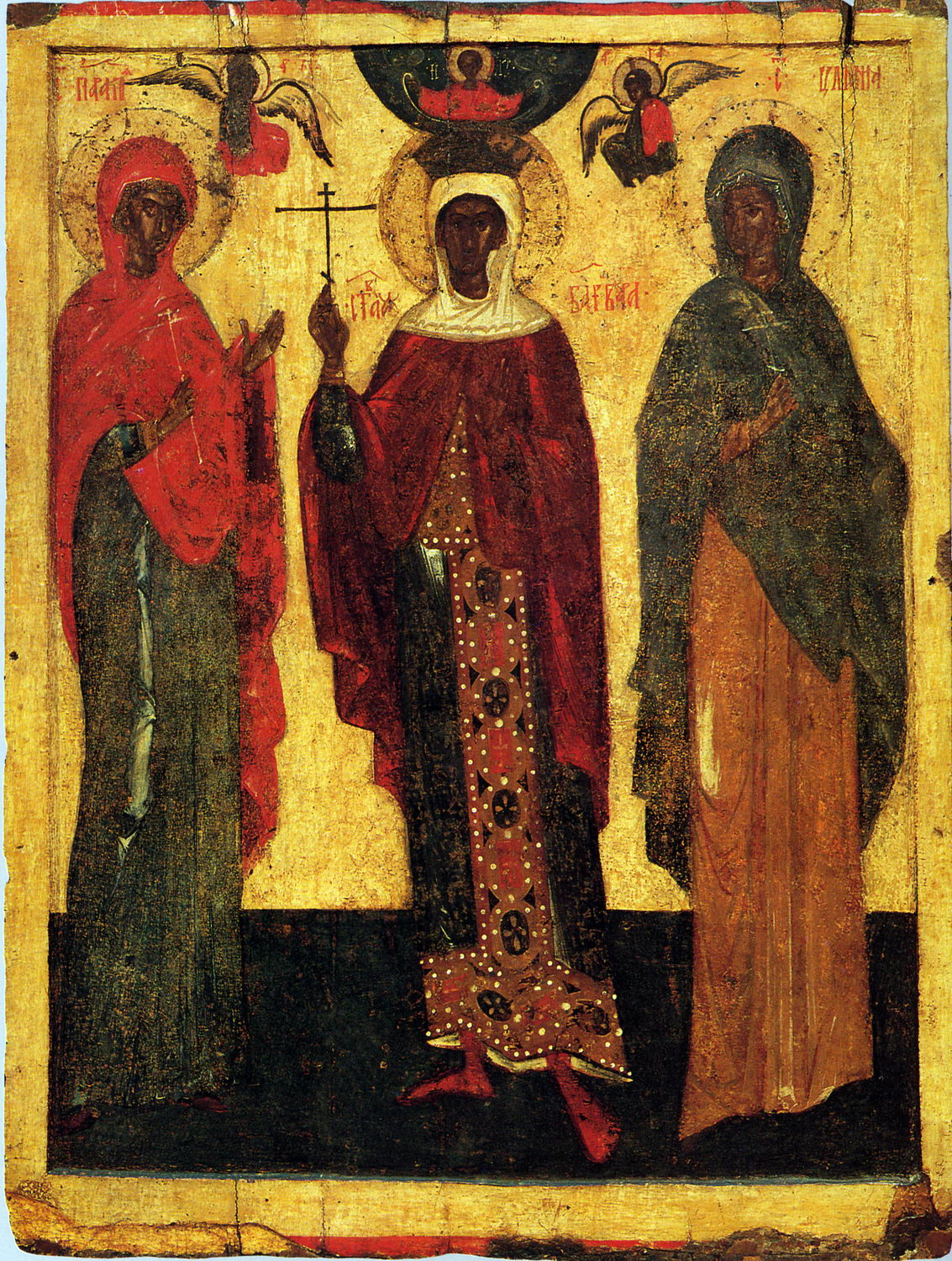
Мученицы Параскева, Варвара и Ульяна. Конец XIV века. ГТГ.

#### Москва
В конце XIV столетия именно в Москве сосредотачивается художественная жизнь Руси. Здесь работают свои многочисленные мастера и не менее многочисленные приезжие: греки, сербы и др. В Москве работает в конце жизни Феофан Грек. Иконопись этого периода подготовила основание для расцвета русской иконописи начала XV века и родила гений Андрея Рублёва.
В последние десятилетия XIV века были созданы первые большие иконостасы.
- К этому времени относится создание поясного Высоцкого чина (ГТГ, см. Палеологовский период), а также, вероятно, ростового деисусного чина, находящегося сейчас в Благовещенском соборе Московского Кремля. Деисусный чин Благовещенского собора приписывается Феофану Греку, хотя мог быть создан и другим выдающимся греческим мастером для какого-то другого очень большого собора. Он поражает «титанизмом» и проникновенностью образов, а также великолепной византийской живописью.

Гораздо более распространёнными были образы иного содержания. В них вместо патетики и монументального размаха преобладало настроение сосредоточенности и тихой молитвы.
- Наиболее известна Донская икона Богоматери с образом Успения на обороте (ГТГ). Образ мог быть создан около 1392 года для Успенского собора в Коломне. Если изображение Богоматери с Младенцем наделено редкой гармонией и теплотой чувств, то написанное на обороте Успение исполнено в совершенно иной манере. В нём преобладает острая выразительность, особенно заметная в изломанных фигурах и чертах лиц скорбящих апостолов.

Некоторые сохранившиеся иконы этого времени исполнены уже в новой манере, предвещающей последующий стиль русской иконописи. Они отличаются тонким и мягким письмом и продолжают ряд утончённых созерцательных образов.
- К их числу можно отнести иконы «Иоанн Предтеча — Ангел пустыни» (ГТГ), святитель Николай в житии из Николо-Угрешского монастыря (ГТГ), Богоматерь Одигитрия (ГТГ), перенесённая в 1397 году преподобным Кириллом Белозерским в свой новый монастырь.
- Замечательная икона Бориса и Глеба на конях (ГТГ), хранившаяся в Московском Кремле, привлекает внимание тонко переданными переживаниями святых братьев, непреклонно идущих на мученичество.
- В великолепной иконе Воскресения Христова (Сошествия во ад), происходящей из Коломны (ГТГ), напротив, нет никакой скорби или печали. Икона наполнена ощущением тихого блаженства, достигнутого покоя и радости. Величественность образа создана и чрезвычайно развёрнутой, подробной иконографией.
- Ещё один известный памятник московской иконописи, созданный около 1403 года как храмовый образ собора Переславля-Залесского (ГТГ) — икона Преображения, приписываемая школе Феофана Грека. Большой торжественный образ действительно следует монументальному, классическому направлению поздней палеологовской живописи. Её автор был русским иконописцем, усвоившим многие приёмы византийского искусства. Некоторая геометричность композиции искупается красотой живописи и искренностью образов[25].

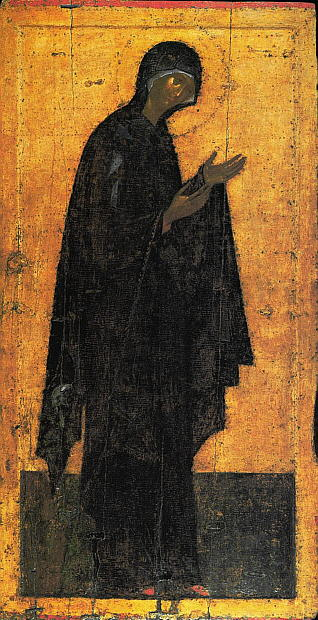
Богоматерь. Икона из деисусного чина Благовещенского собора Московского Кремля. 1380-90 гг.
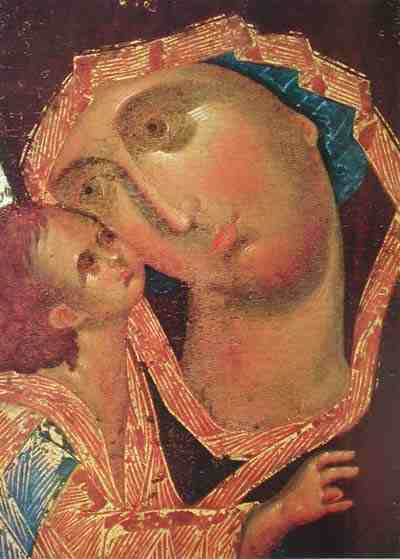
Богоматерь Донская. Конец XIV века. ГТГ.
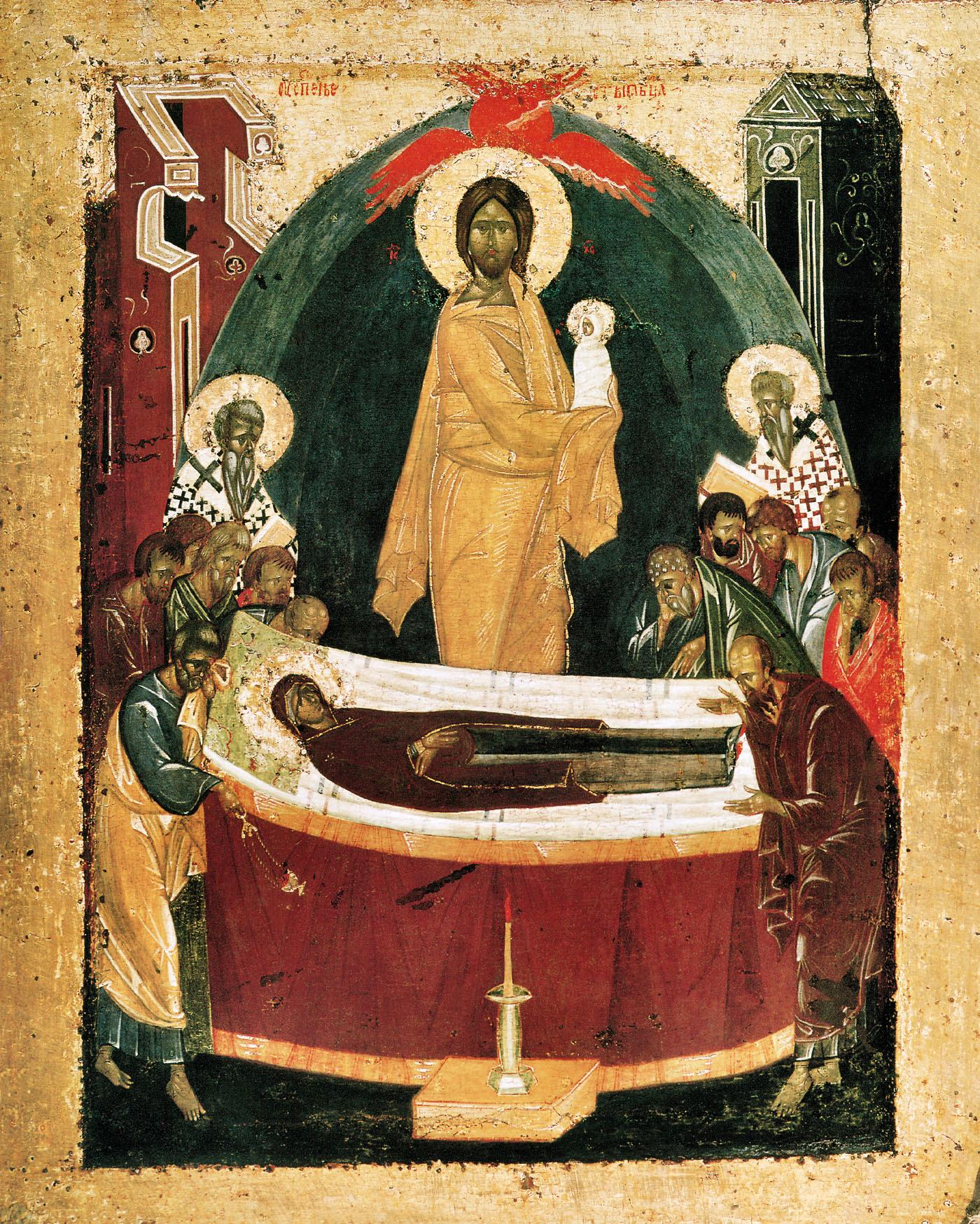
Оборот Донской иконы. Успение Богоматери.
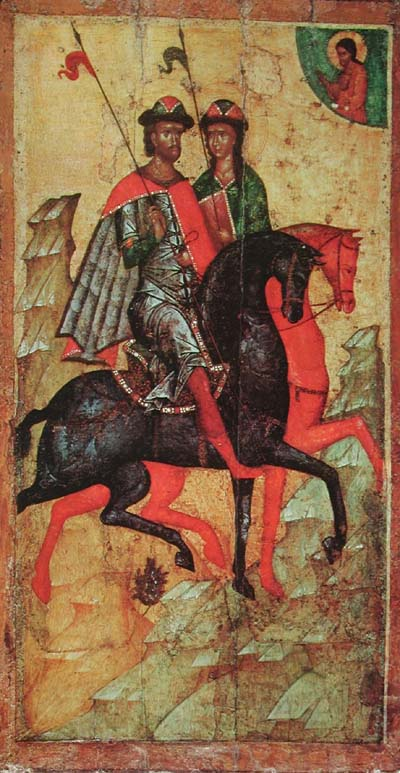
Борис и Глеб. Конец XIV века. ГТГ.
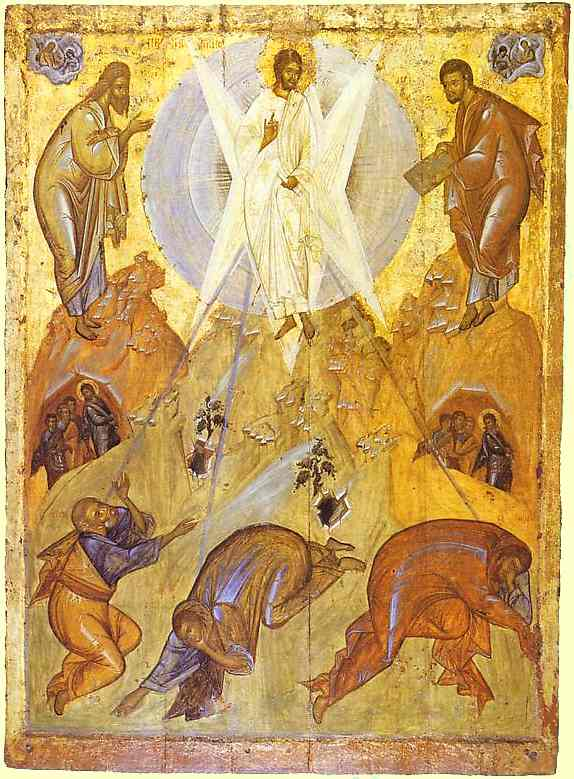
Преображение. Икона из Переславля-Залесского. Около 1403 года.

### Расцвет русской иконописи в начале XV века. Преподобный Андрей Рублёв и его современники

#### Новгородская иконописная школа
- Отличается своеобразной манерой письма икона «Никита, побивающий беса, с Деисусом и избранными святыми».

#### Другие иконописные центры: Тверь, Ростов, Суздаль и т. д.
- 2 половина XV века. Дионисий.
- XVI век.

После Дионисия.
Грозненское время. Мастерские митрополита Макария. Новые иконографии.
Конец XVI века. Годуновская школа.
Строгановские иконы.
- XVII век.

Возрождение прежних традиций после смутного времени. Масштабы художественных работ.
2 половина XVII века.
Появление новых художественных форм. Оружейная палата МК. Ориентация на европейское искусство.
Симон Ушаков.
Иконопись старообрядцев.
- Иконопись петровского времени и синодального периода.

### Иконопись XVI века
В XVI веке в России сформировались несколько иконописных стилей, или «пошибов», из которых главными следует признать Новгородский, Строгановский и Московский. Некоторые знатоки и собиратели старинных образов прибавляют к этим пошибам также Киевский, Устюжский, Суздальский и Фряжский. Также различают Сибирскую школу. Объяснение особенностей, отличающих один пошиб от другого, одну школу от другой, повело бы нас слишком далеко. Эти особенности заключаются вообще в более или менее тонкой отделке иконы, в резкости или плавности рисунка, в большей или меньшей живости красок, в предпочтительном употреблении известных колеров, в различной пропорциональности изображённых фигур и т. п. Однако эти отличия не настолько значительны, чтобы ими нарушалась близкая родственность школ, которые все, в отношении композиции («перевода» по выражению иконописцев), строго придерживаются форм византийской иконографии, равно как и в отношении техническом пользуются способами, практиковавшимися в греческой и вообще средневековой живописи.
Важным памятником московской школы иконописи этого времени является Волоколамская икона Божией Матери, выполненная в царской мастерской по заказу Малюты Скуратова для Иосифо-Волоцкого монастыря.

### Иконопись XVII века
Древнерусскому искусству XVII века свойственно «обмирщение», разрушение иконописных, иконографических канонов. Переоценка ценностей, происходившая во всех сферах русской культуры этого периода, способствовало появлению нового взгляда на мир. Появилось желание отображения повседневной жизни, красоты природы, реального человека. Увеличивается тематика изображений: растёт количество светских (исторических) сюжетов, в качестве образцов используются западные гравюры. Искусство постепенно освобождается от власти иконографических канонов.
Именно в живописи, из других видов искусств, сильнее всего отражаются искания, споры этого века, в котором интенсифицируется процесс общественного развития России. «Сложившаяся в течение веков изобразительная система претерпевает изменения: произведения искусства теряют внутреннюю цельность, в них все более проявляются черты эклектики».

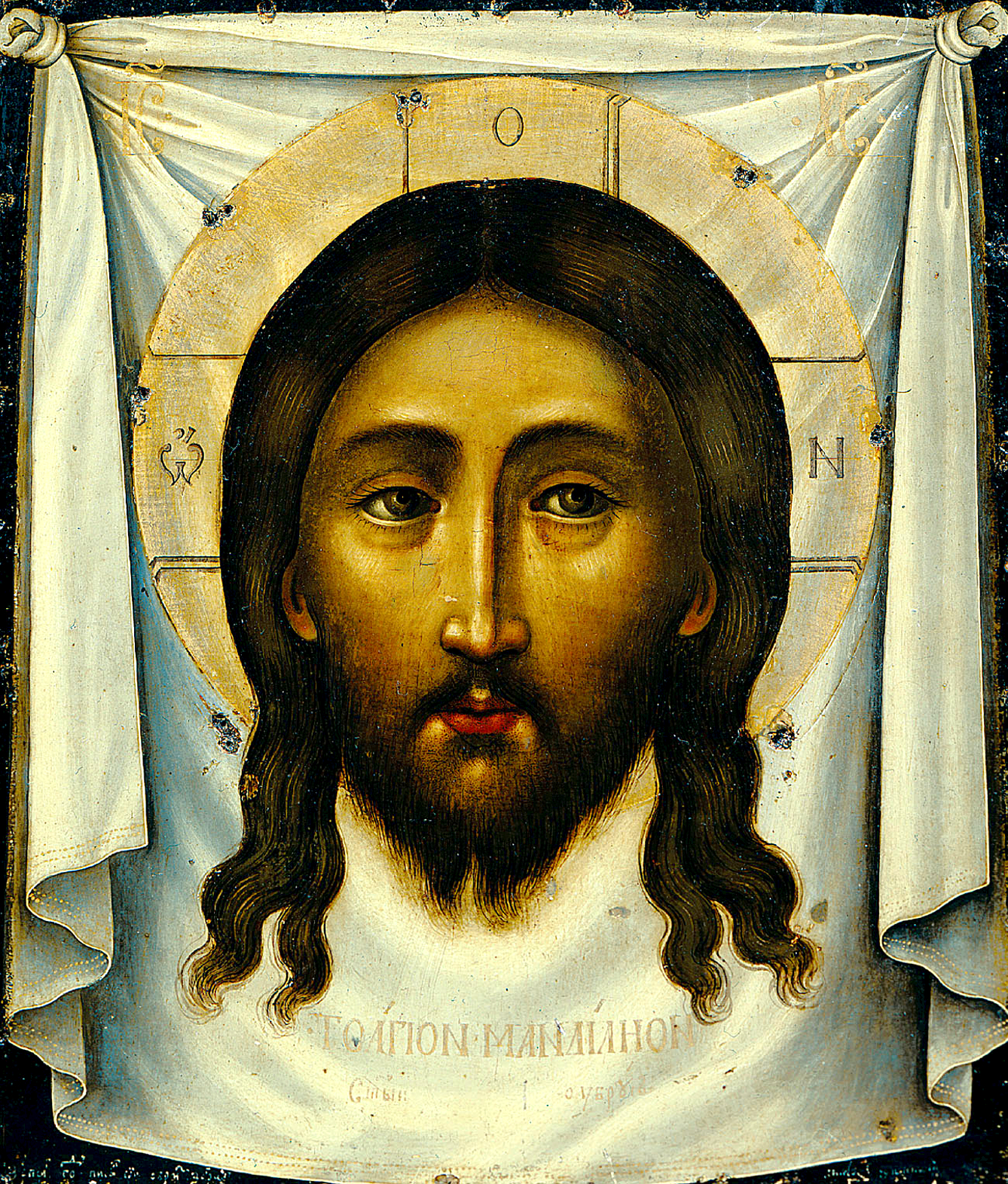
Симон Ушаков. «Спас Нерукотворный», 1658 год

В начале XVII века господствуют два художественных направления — архаизирующий «годуновский стиль» и изощрённая, миниатюристская строгановская школа. Элементы своеобразного реализма, которые можно наблюдать в строгановской школе, получили развитие в творчестве наиболее значимых мастеров-станковистов этого века — царских изографов Оружейной палаты. Их глава Симон Ушаков сочинил в 1667 году «Слово к люботщателям иконного писания», в котором изложил свои взгляды на задачи живописи, по существу ведущие к разрыву с иконописной традицией предыдущей эпохи. В своих иконах он разрушает плоскость, делает глубину перспективы ощутимой, слишком выявляет телесную объёмность в фигурах, аксессуары слишком «реалистичными». Наиболее удачны его работы, где главную роль играет человеческое лицо, в особенности иконы типа «Спас Нерукотворный». «Крупный масштаб лика Христа позволял мастеру продемонстрировать великолепное владение техникой светотеневой моделировки, прекрасное знание анатомии (Ушаков намеревался издать анатомический атлас для художников), умение максимально близко к натуре передать шелковистость волос и бороды, пушистую сень ресниц, матовый блеск белков глаз, красноватую сетку прожилок».
С 1620-х годов в Сибири на основе строгановской иконописной традиции начинают возникать местные иконописные центры, в которых под влиянием различных иконописных школ европейской части России, а также впоследствии киевских барочных традиций, канонов северного и южного старообрядческого письма появляется сибирская икона, которая, по мнению Д. А. Ровинского, отличалась ликами и фигурами, как бы выступающими вперёд в виде рельефов.

Гурий Никитин и Сила Савин. Воскрешение сына сонамитянки и Нахождение Моисея. Фрески церкви Илии Пророка в Ярославле. 1681

#### Фрески
Вероятно, самый выдающийся стенописец этого столетия — Гурий Никитин. Фрески XVII века необычайно декоративны, узорчаты, они потеряли тектонику и соотнесение с архитектурными поверхностями. Характерная черта фресковой живописи 2-й половины XVII века — «бытовизм», интерес к человеку в его повседневной живописи. В них нет пафоса или лиризма, а присутствует занимательная притча, в которой все интересно, все вызывает любопытство. Это ведёт к смещению акцентов — внимание фиксируется не на библейских героях, а на красоте природы, труда, повседневности. Так, изображение жатвы в сцене «Воскрешения сына сонамитянки» (церковь Илии Пророка в Ярославле) — уже настоящий русский пейзаж и настоящая жанровая сцена.
Человек в росписях XVII века — обычно деятелен, мечется, жестикулирует, работает; никакой погружённости в себя, неподвижной созерцательности. Сцены до предела многолюдные, полны деталей, третьестепенных персонажей, шума. «Мастера фресковой живописи XVII века вышли на новые рубежи в видении и изображении мира. Они постепенно начинают высвобождаться из плена иконописных канонов, становятся настоящими творцами художественных композиций, и значение этого факта для становления русского искусства нового времени трудно переоценить».
Мастера фрески этого периода — костромичи Гурий Никитин, Сила Савин, переяславец Дмитрий Плеханов, ярославцы Дмитрий Григорьев, Фёдор Игнатьев и другие. Большинство шедевров фрески этого времени сосредоточено в купеческих поволжских городах, в первую очередь — в Ярославле.

#### Парсуна

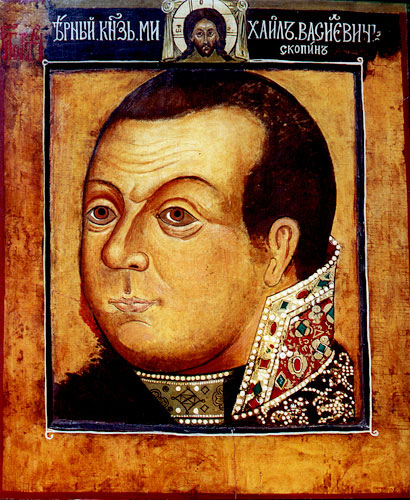
«Парсуна Скопина-Шуйского»

Ярче всего черты, которые будут присущи будущему русскому искусству, из произведений XVII века проявились в искусстве парсуны. Жанр, возникший ещё в последней четверти XVI века, применяет иконописные художественные приёмы для воссоздания реалистичной внешности портретируемого. Предназначались парсуны для надгробных иконостасов. В числе наиболее известных — «Парсуна Скопина-Шуйского» (ок. 1630 года).

#### Графика
В XVII веке искусство миниатюры достигает высокого уровня. Множеством портретов украшен «Царский титулярник»; в книге «Лекарство душевное» (1670) изображён целый ряд чисто жанровых сценок, аналогично — и в «Евангелии» (1678), заказанном Фёдором Алексеевичем, с 1200 миниатюрами.
Вместе с книгопечатанием развивается искусство гравюры на дереве, затем гравюры на металле. Среди мастеров — Симон Ушаков и Афанасий Трухменский, создавшие «Повесть о Варлааме и Иоасафе».

### Иконопись XVIII—XX веков
В XVIII—XIX веках самобытностью отличается старообрядческая иконописная школа в Ветке и Стародубье. Её особенностью стало появление новых и необычных изводов, среди которых выделяется иконографический тип «Никола Отвратный». В иконописи XIX—XX веков широко распространяется влияние академической живописи. Значительным явлением этого направления стало творчество валаамского иконописца Алексея Константинова (иеромонаха Алипия) — создателя «Валаамской иконы Божией Матери».

## Символика русской иконописи

### ИзображениеИудывТайной вечере

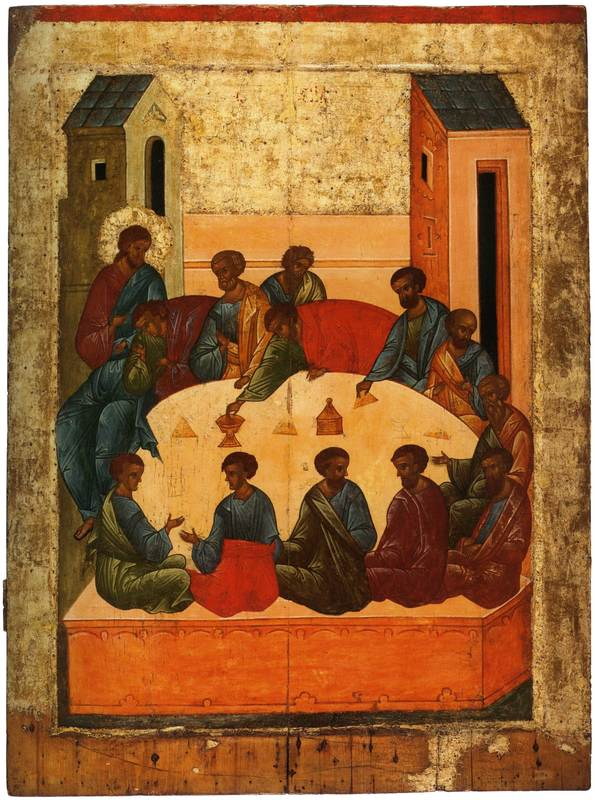
Тайная вечеря. Икона из Успенского собора Кирилло-Белозерского монастыря. 1497 год. Государственный Русский музей

Одной из основных задач иконописцев при изображении Тайной вечери была задача выделения предателя Иуды, которого разоблачает Христос за пасхальным столом. В европейском искусстве Иуду выделяли следующими способами: сажали в стороне от других учеников, лишали нимба, вкладывали в руку мешочек с тридцатью сребрениками и т. д. Древнерусские иконописцы использовали другой приём: у них Иуда через весь стол тянется к стоящему в центре сосуду; здесь они ссылаются на то место Евангелия, где Христос указывает на предателя при помощи блюда: «Он же сказал в ответ: опустивший со Мною руку в блюдо, этот предаст Меня» (Мф. 26:23); «Он же сказал им в ответ: один из двенадцати, обмакивающий со Мною в блюдо» (Мк. 14:20).

### Символика греховности
В православной иконографии стоящие дыбом волосы — символ греха и порока, ярости и дикости; это неотъемлемый атрибут внешности всех демонов, в том числе и русских бесов и сатаны. Только к XVII веку в подражание европейской традиции русские иконописцы начинают изображать чертей с рогами, однако они соседствуют с теми же вздыбленными локонами. Этот символ по отношению к человеческим персонажам икон обозначает грешника, язычника или еретика. Если же такой человек полностью или частично написан тёмной краской, значит, это уже не грешник, а демоническая иллюзия — бес, преобразившийся для исполнения своих тёмных намерений в монаха, воина, женщину и т. п.

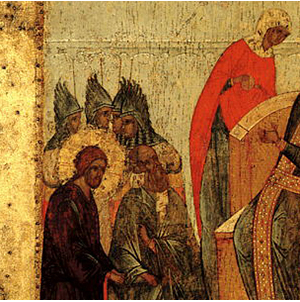
Суд Пилата. Фрагмент иконы из Успенского собора Кирилло-Белозерского монастыря. Около 1497 года

Чтобы изобразить вздыбленные волосы под головным убором, например, под шлемом, русские иконописцы создали гибрид шлема и бесовской причёски — хохлатый шлем. Этот символ в основном указывает на врагов — захватчиков, агрессоров, убийц, слуг языческих царей. Те же шлемы присутствуют на головах римских воинов в сценах страстей Христовых.

### Символика земной смерти Христа
Сцена голгофской казни в православном искусстве сильно отличается от католического. Основные отличия заключаются в следующем:
- Крест, на котором распят Христос, изображается с тремя перекладинами: кроме центральной, здесь есть небольшая верхняя (это табличка, где написано на трёх языках «Иисус Назорей, Царь Иудейский» и нижняя — к ней прибивали ступни казнённых. Под крестом лежат череп и кости — останки первого человека, Адама, грех которого искупил «второй Адам» — Христос[Комм. 2].
- В отличие от европейского искусства Иисус показан не измождённым и умирающим, а словно парящим на кресте: в этом образе не только страдания, но и грядущее воскресение.
- Ноги Иисуса на православных иконах прибиты двумя гвоздями (в Европе же с XIII века распространился мотив одного гвоздя, которым прибиты обе ступни Христа)[31].

## Влияние
Патриарх Никон запрещает
старообрядческие символы на церковных советах 1656 и 1666-1667 годов. В 1905 году Николай II подписывает указ о религиозной свободе, а в середине февраля 1913 года в Императорском московском археологическом институте имени императора Николая ІІ проходит Выставка древнерусского искусства, которая была устроена в ознаменование чествования 300-летия дома Романовых. Выставка
представляла иконы и предметы культа и стала первой выставкой «раскрытых» икон XII—XV веков из частных собраний Н. П. Лихачёва, И. С. Остроухова и С. П. Рябушинского. Общественность получает доступ к «старым иконам» и наследию старообрядцев
«Старые иконы» поразили представителей реалистического искусства и  оказали повлияние на русский авангард. Иконические
и религиозные мотивы часто встречаются в творчестве Казимира Малевича, Натальи Гончаровой, Василия Кандинского и других авангардистов. Художники-экспериментаторы вспоминали, что в «раскрытых» от поновлённых образов иконах их поразили чистые цвета, аскетизм образов святых, чёткость линий и т. д. Это воспринималась как
новая техника живописи, она привела авангардистов к художественным экспериментам, а Павла Флоренского — к составлению важного теоретического труда «Иконостас», написанного 1921—1922 годы. Позднее, описывая впечатление от святых на «раскрытых» иконах в 1920 году, Михаил Ларионов отмечает их аскетичность — святые на иконах есть «абстрактные символы иной жизни». Он писал на примере «старых образов», отмечая, что в отличие от живоподобных икон более позднего времени, эти иконы «устремлены к абстракции», что связано с исследованием жизни самой по себе, постоянной и неизменной, без влияния на неё постоянно меняющихся форм окружающего быта. Таким образом, этот тип живописи нацелен на выражение наиболее существенных аспектов. В сочинении «Оводоразделах мысли» Флоренский сформулировал близкую
мысль. Он писал о схематизме в иконе, объяснял причину её аскетичности: «Линии разделки выражают метафизическую схему данного предмета».

### Комментарии
1. ↑  Очень редко похожие головные уборы изображали у ветхозаветных иудейских солдат: в таком случае здесь это не знак греха, а часть экзотического наряда древних людей из далекой страны.
2. ↑  По апокрифическим легендам, Адам был погребен на Голгофе, а крест Иисуса Христа был сделан из того самого эдемского дерева, на котором росло соблазнившее прародителей яблоко.